# Albi di PK - Paperinik New Adventures
Questo è l'elenco degli albi di PK - Paperinik New Adventures, pubblicati dal 1996 al 2001 dalla The Walt Disney Company Italia.

## Elenco degli albi
| Nr.              | Titolo/Storia principale      | Storia secondaria                            | Data pubblicazione |
| ---------------- | ----------------------------- | -------------------------------------------- | ------------------ |
| PKNA Numero Zero | Evroniani                     | -                                            | Marzo 1996         |
| PKNA #0/2        | Il vento del tempo            | -                                            | Giugno 1996        |
| PKNA #0/3        | Xadhoom!                      | -                                            | Settembre 1996     |
| PKNA #1          | Ombre su Venere               | -                                            | Novembre 1996      |
| PKNA #2          | Due                           | -                                            | Gennaio 1997       |
| PKNA #3          | Il giorno del Sole Freddo     | -                                            | Marzo 1997         |
| PKNA #4          | Terremoto                     | -                                            | Aprile 1997        |
| PKNA #5          | Ritratto dell'eroe da giovane | -                                            | Maggio 1997        |
| PKNA #6          | Spore                         | -                                            | Giugno 1997        |
| PKNA #7          | Invasione!                    | -                                            | Luglio 1997        |
| PKNA #8          | Silicio                       | Colonne infami                               | Agosto 1997        |
| PKNA Speciale 97 | Missing                       | -                                            | Agosto 1997        |
| PKNA #9          | Le sorgenti della luna        | Rumori di fondo                              | Settembre 1997     |
| PKNA #10         | Trauma                        | Senza benza                                  | Ottobre 1997       |
| PKNA #11         | Urk                           | Cani                                         | Novembre 1997      |
| PKNA #12         | Seconda stesura               | Il posto sbagliato                           | Dicembre 1997      |
| PKNA #13         | La notte più buia             | Il grande scoop                              | Gennaio 1998       |
| PKNA #14         | Carpe diem                    | Padri e figli                                | Febbraio 1998      |
| PKNA #15         | Motore/azione                 | Ennesima potenza                             | Marzo 1998         |
| PKNA #16         | Manutenzione straordinaria    | Ultimo minuto                                | Aprile 1998        |
| PKNA #17         | Stella cadente                | -                                            | Maggio 1998        |
| PKNA #18         | Antico futuro                 | Techno Gorilloidi mutanti del pianeta Zontar | Giugno 1998        |
| PKNA #19         | Zero assoluto                 | Questa calma non mi piace                    | Luglio 1998        |
| PKNA #20         | Mekkano                       | La minaccia dei sub-paperoidi auto-reverse   | Agosto 1998        |
| PKNA Speciale 98 | Zero barra uno                | -                                            | Agosto 1998        |
| PKNA #21         | Tyrannic                      | Prigionieri degli psico-funghi mutronici     | Settembre 1998     |
| PKNA #22         | Frammenti d'autunno           | Evron - I episodio                           | Ottobre 1998       |
| PKNA #23         | Vuoto di memoria              | Evron - II episodio                          | Novembre 1998      |
| PKNA #24         | Crepuscolo                    | Evron - IIII episodio                        | Dicembre 1998      |
| PKNA #25         | Fuoco incrociato              | -                                            | Gennaio 1999       |
| PKNA #26         | Il tempo fugge                | Sale quanto basta                            | Febbraio 1999      |
| PKNA #27         | I mastini dell'universo       | Indice d'ascolto                             | Marzo 1999         |
| PKNA #28         | Metamorfosi                   | L'albero di Jacob                            | Aprile 1999        |
| PKNA #29         | Virus                         | Strettamente personale                       | Maggio 1999        |
| PKNA #30         | Fase due                      | Ossigeno                                     | Giugno 1999        |
| PKNA #31         | Beato Angelico                | Linea piatta                                 | Luglio 1999        |
| PKNA #32         | Underground                   | Arena                                        | Agosto 1999        |
| PKNA Speciale 99 | La fine del mondo             | -                                            | Agosto 1999        |
| PKNA #33         | Il giorno che verrà           | Abisso                                       | Settembre 1999     |
| PKNA #34         | Niente di personale           | Trip's strip                                 | Ottobre 1999       |
| PKNA #35         | Clandestino a bordo           | -                                            | Novembre 1999      |
| PKNA #36         | Lontano lontano               | Il trucco c'è                                | Dicembre 1999      |
| PKNA #37         | Sotto un nuovo Sole           | La notizia è servita                         | Gennaio 2000       |
| PKNA #38         | Nella nebbia                  | Pat & Bob                                    | Febbraio 2000      |
| PKNA #39         | Cronaufragio                  | Per una giusta causa                         | Marzo 2000         |
| PKNA #40         | Un solo respiro               | Un'ameba sul collo                           | Aprile 2000        |
| PKNA #41         | Agdy days                     | Un ego in un pagliaio                        | Maggio 2000        |
| PKNA #42         | La sindrome di Ulisse         | Quell'Io non è il mio                        | Giugno 2000        |
| PKNA #43         | Tempo al tempo                | Il sonno del drago                           | Luglio 2000        |
| PKNA #44         | Sul lato oscuro               | La porta della comprensione                  | Agosto 2000        |
| PKNA Speciale 00 | Super                         | -                                            | Agosto 2000        |
| PKNA #45         | Operazione Efesto             | Mistico aforisma                             | Settembre 2000     |
| PKNA #46         | Nell'ombra                    | Canne al vento                               | Ottobre 2000       |
| PKNA #47         | Prima dell'alba               | La sillaba volante                           | Novembre 2000      |
| PKNA #48         | Le parti e il tutto           | Visite inattese                              | Dicembre 2000      |
| PKNA #49/50      | Se...                         | -                                            | Gennaio 2001       |

## Evroniani
- Copertina: Marco Ghiglione (disegno), Max Monteduro (colori), Nicoletta Foffa (lettering).
- Autori storia principale: Alessandro Sisti ed Ezio Sisto (soggetto), Alessandro Sisti (sceneggiatura), Alberto Lavoradori (matite e chine).
- Trama: Su un lontano pianeta alieno, che in futuro si svelerà essere Xerba, gli abitanti subiscono l'attacco di un'altra razza aliena, gli Evroniani, la cui schiacciante potenza militare conduce rapidamente alla conquista dell'intero pianeta.

Contemporaneamente, sul pianeta Terra, una famosa attrice dello sceneggiato Patemi rischia di venire rapita. Il diabolico vendicatore Paperinik interviene in suo soccorso, ma a fronteggiarlo ci sono due individui dall'aspetto strano, con la testa avvolta da una fiammella azzurra, che si dimostrano immuni alle armi del papero mascherato. Lo sgomento di quest'ultimo cresce quando i due si defilano grazie all'intervento di un extraterrestre appartenente alla razza conquistatrice del lontano pianeta alieno.
Il giorno successivo Paperino viene convocato dallo zio Paperone: quest'ultimo, approfittando della misteriosa scomparsa dell'eccentrico uomo d'affari Everett Ducklair, ha acquistato parte dei suoi beni a poco prezzo, e obbliga Paperino a diventare il custode della "Ducklair Tower", un grattacielo di 150 piani tappezzato di congegni cibernetici dalle funzioni sconosciute.
Paperino si accorge però della presenza di un 151º piano e decide di indagare nelle vesti del suo alter ego mascherato. Grazie ad un colpo di fortuna, riesce ad introdursi nel piano segreto ed entra in contatto con Uno, un'avanzatissima intelligenza artificiale creata da Everett Ducklair stesso. Si viene così a sapere che il celebre inventore e uomo d'affari è partito per un lontano eremo con l'obiettivo di ritrovare la parte migliore di sé, in seguito a un'incontrollabile deriva della propria creatività che ha condotto alla creazione di pericolosi congegni dal grande potere distruttivo. L'intelligenza artificiale offre a Paperinik la propria amicizia e il proprio aiuto.
Il papero mascherato, congedatosi da Uno e lasciata la torre, decide di indagare sulla scomparsa di Brad van Beck, un altro attore di Patemi. Spiando dalla finestra della casa di Sam Plot, sceneggiatore della telenovela, viene a conoscenza degli evroniani: alieni che si nutrono di emozioni degli altri esseri, assorbite colpendo i malcapitati con le armi evrongun. Le vittime si trasformano in coolflame, schiavi senza emozioni con la testa avvolta da una tenue fiamma azzurra.
Gli evroniani hanno intenzione di coolflamizzare l'intero cast di Patemi durante un party alla Ducklair Tower, per fare provvista di energia e catalizzare la stessa tramite l'attenzione degli spettatori. Paperinik, grazie all'aiuto di Uno, riesce a sventare i piani degli alieni, ma il confronto con gli evroniani è appena iniziato. Le sue imprese non trovano la degna valorizzazione nel telegiornale di Canale 00 per colpa del cinico kiwi giornalista neozelandese Angus Fangus.

## Il vento del tempo
- Copertina: Claudio Sciarrone (disegno), Max Monteduro (colori), Nicoletta Foffa (lettering).
- Autori storia principale: Alessandro Sisti ed Ezio Sisto (soggetto), Alessandro Sisti (sceneggiatura), Claudio Sciarrone (matite e chine).
- Trama: L'intelligenza artificiale Uno, interfacciandosi con le varie telecamere di sicurezza sparse per la città, si accorge che uno strano personaggio dall'aspetto di un grosso rapace vola sopra Paperopoli apparentemente senza alcun sistema di propulsione. Informato Paperinik, lo manda a fare un sopralluogo in un magazzino di una ditta produttrice di scatole ed imballaggi, dal momento che anche il misterioso individuo si sta dirigendo laggiù. I due si incontrano e Pk ha la peggio: il ladro, dopo aver rubato una scatola, lo colpisce e svanisce nel nulla. L'eroe è costretto a fuggire dal momento che l'allarme del magazzino è scattato.

Immortalato dalle telecamere di sicurezza, Paperinik è costretto ancora una volta a fare i conti con i diffamanti servizi dell'arcigno e burbero giornalista Angus Fangus nei suoi confronti, che lo descrive come una minaccia per la società.
Nel frattempo, lo zio Paperone ha deciso di affittare il settantacinquesimo piano della Ducklair Tower proprio alla redazione giornalistica dell'emittente televisiva Canale 00. Paperino, presente durante il giro di accompagnamento in qualità di custode della torre, si trova a discutere con Angus e con la bellissima giornalista Lyla Lay del furto avvenuto al magazzino. Lyla sostiene che, se fosse stato per lei, avrebbe preferito sottrarre una fibra di tetragonium, materiale ultraresistente di nuova fabbricazione.
Il misterioso ladro torna in azione, sottraendo prima ad un furgone blindato un astuccio colmo di diamanti e poi proprio un campione di tetragonium dal laboratorio sperimentale dove era conservato. Paperinik si scontra nuovamente con il nemico, che gli si presenta con il nome di Razziatore. Il supereroe mascherato riesce ad impedire il furto, ma il rapace supercriminale svanisce nuovamente nel nulla.
I continui richiami al tempo, nelle parole dell'astuto e spietato Razziatore, non sono però casuali: manipolandolo apparentemente a suo piacimento, torna indietro di qualche ora informando Angus Fangus che Paperinik è appostato nei laboratori. In questo modo, cancellando dalla storia il loro precedente scontro, fa in modo che Pk venga colto da solo sul luogo, incastrandolo. Dopo alcune ore, indisturbato, ruba il tetragonium dal laboratorio.
L'eroe mascherato, venuto a conoscenza del fatto che il suo nemico è un viaggiatore nel tempo, decide di rivolgersi a Lyla, dal momento che alcuni suoi comportamenti lo avevano indotto a dubitare che la papera fosse solo una normale cronista. Lyla infatti è a conoscenza del fatto che il Razziatore è un cronauta (ovvero un viaggiatore nel tempo) non autorizzato. I suoi furti hanno lo scopo di reperire il materiale necessario a costruire una cronovela, un congegno capace di ri-orientare la Terra verso un differente futuro.
Grazie alle capacità di Lyla, che si rivela un droide del XXIII secolo, il piano del Razziatore fallisce: cercando di approfittare di un tornado cronale, avente l'epicentro nel caveau della banca di Paperopoli, per attivare la cronovela, il rapace viene arrestato dalla Tempolizia, l'organizzazione per il controllo del tempo di cui Lyla fa parte.
Per vendicarsi dei servizi infamanti di Angus Fangus, infine, Paperinik fa in modo (con l'aiuto di Lyla) che una "falsa soffiata" faccia accorrere il giornalista nella banca, giusto in tempo per essere arrestato dalla polizia con l'accusa di tentata rapina.

## Xadhoom!
- Copertina: Alberto Lavoradori (disegno), Max Monteduro (colori), Fiorenza Gallazzi (lettering).
- Storia principale: Alessandro Sisti ed Ezio Sisto (soggetto), Alessandro Sisti (sceneggiatura), Stefano Intini (matite), Sandro Zemolin (chine).
- Trama: Gli evroniani decidono di monitorare i movimenti di Paperinik inviando varie sonde fluttuanti in giro per Paperopoli. Una volta scovato, decidono di attaccarlo ma durante lo scontro vengono annientati da una misteriosa aliena che decide di attaccare Pk stesso.

Con la fedele 313-X fuori uso, l'eroe mascherato si dota di un'automobile di ricognizione futuristica, che battezza Pi-Kar, fornitagli dall'intelligenza artificiale Uno. Durante una ronda con il nuovo mezzo, Paperinik si imbatte nuovamente nell'aliena. La imprigiona in un limitatore a dispersione di energia e mette in fuga tre evroniani sopraggiunti per catturare sia lui che la nemica.
Una volta compreso che il papero terrestre è dalla sua parte, l'aliena, di nome Xadhoom, decide senza troppi problemi di liberarsi e si allea con Pk, al fine di sconfiggere gli evroniani.
Nel frattempo, Paperinik si reca alla centrale elettrica di Paperopoli per verificare alcuni sospetti di Uno, trovando un addetto ai lavori in stato di semi coolflame. Quella notte, accompagnato da Xadhoom, entra nella centrale cadendo in una trappola degli alieni, che imprigionano i due in un campo di forza capace di trattenere il plasma solare che alimenta i motori delle navi spaziali.
Nemmeno la potentissima aliena sembra capace di liberare se stessa e Pk, a meno di non usare la sua ultima risorsa: trasformarsi in una nova. Paperinik riesce ad evitare tale soluzione semplicemente chiedendo a Uno di far mancare la corrente elettrica all'interno della centrale, senza peraltro rendersi conto della pericolosità della decisione che la sua alleata stava per portare a termine. Una volta liberi, i due si mettono alla caccia degli evroniani, annientandoli. L'aliena si congeda da Paperinik per andare in perlustrazione del sistema solare alla ricerca dell'avamposto evroniano.
Prima di liberarsi, Xadhoom aveva raccontato al protagonista la sua triste storia: capo della comunità scientifica del lontano e pacifico pianeta Xerba, l'aliena era in disaccordo con la comunità scientifica e con il suo fidanzato, Xari, sulle intenzioni degli evroniani. Gli alieni, richiamati dalla grande quantità di energia presente sul pianeta, si erano avvicinati al popolo xerbiano senza apparenti attenzioni bellicose.
Mentre il comitato scientifico era scettico, Xadhoom (allora chiamata dottoressa Xado) li riteneva pacifici, pensando piuttosto a completare un suo progetto segreto in grado di regalare un nuovo futuro alla gente di Xerba. Tale progetto consisteva nel convogliare dentro di sé l'energia del sole di Xerba, una variabile cefeide azzurra, per avere la padronanza totale della materia/energia.
Al suo ritorno su Xerba, dopo l'esperimento, il pianeta era ormai stato depredato, e i suoi abitanti schiavizzati alla stregua di coolflame. Divenuta una mutante dai poteri sovrumani, Xadhoom (che nella sua lingua xerbiana significa "creditore") aveva giurato vendetta, e il suo unico scopo nella vita era diventato la distruzione della specie evroniana.

## Ombre su Venere
- Copertina: Claudio Sciarrone (disegno), Max Monteduro (colori), Nicoletta Foffa (lettering).
- Autori storia principale: Francesco Artibani (soggetto e sceneggiatura) e Simone Stenti (soggetto), Claudio Sciarrone (matite e chine).
- Trama: Paperopoli, notte inoltrata. Il giornalista Angus Fangus, dopo aver confezionato un falso servizio per ridicolizzare Paperinik, esce dalla Ducklair Tower e viene assalito da una pattuglia evroniana; Pk sventa il rapimento anche grazie all'intervento della vendicativa aliena Xadhoom; ciò nonostante, Fangus viene colpito e semi-coolflamizzato da una evrongun, della quale però si recupera il serbatoio con la personalità di Fangus. Grazie alla nave interstellare, all'insaputa di tutti, posta sulla cima della Ducklair Tower, i protagonisti partono verso il quartier generale evroniano in orbita geostazionaria intorno a Venere, guidati dallo spietato generale Zondag.

Nel frattempo, la scomparsa di Angus Fangus desta la preoccupazione della redazione di Canale 00, e Lyla Lay si mette ad indagare accompagnata dallo spavaldo e ambizioso cronista Mike M. Morrighan, convinto che Paperinik abbia rapito Angus. I due intercettano un pacco fattosi recapitare da Fangus, contenente un'antica maschera tribale appartenente al suo clan maori che però riconsegnano alle autorità, trattandosi di un oggetto di contrabbando.
Giunti all'interno di un imponente incrociatore evroniano, Pk e Xadhoom si scontrano con gli alieni, finendo imprigionati in una cella occupata da coolflames, dove l'aliena fa l'agghiacciante scoperta di trovare fra di essi uno xerbiano come lei. L'archiatra Zoster intende sfruttare il ricco concentrato di emozioni malvagie che alberga nell'animo di Fangus, ma Pk e Xadhoom, liberatisi, accorrono, e devono cedere riluttanti ad un compromesso con Zoster: l'inversione del processo di coolflamizzazione per Angus in cambio della disponibilità di Xadhoom a prestarsi agli studi dello scienziato, impressionato dai poteri dell'aliena. Riportato il giornalista alla normalità, gli evroniani si apprestano a catturare Pk e il nuovamente svenuto Angus ma l'aliena scatena tutta la sua potenza, lasciando appena il tempo ai due di rifugiarsi nell'astronave con Uno e scampare all'esplosione dell'incrociatore.
Il mattino seguente Angus si risveglia in redazione, privo di qualsiasi ricordo della giornata precedente; accoglie freddamente le notizie riguardo alla sua maschera, e rimane stupito quando viene ritrovata una videocassetta (frutto di una manipolazione video di Uno) che lo ritrae mentre festeggia il proprio compleanno insieme a Paperinik.

## Due
- Copertina: Claudio Sciarrone (disegno), Max Monteduro (colori), Fiorenza Gallazzi (lettering).
- Autori storia principale: Alessandro Sisti (soggetto e sceneggiatura), Corrado Mastantuono e Paolo Mottura (matite e chine).
- Trama: Un misterioso hacker sta gettando Paperopoli nel panico e Paperinik decide di indagare: Uno gli mette a disposizione la Sala di Interfaccia Immersiva Totale, al fine di ispezionare la realtà virtuale. In questo non-luogo, l'hacker cercato riesce ad attaccare Paperinik, colpendolo duramente dopo aver immobilizzato digitalmente Uno.

Intanto, Everett Ducklair sta facendo ritorno in incognito a Paperopoli dopo aver passato anni rinchiuso nell'eremo himalayano di Dhasam-Bul a causa di un malfunzionamento alla Ducklair Tower. Uno fa il possibile per impedire che Ducklair s'incroci con PK, temendo la reazione del suo creatore qualora avesse scoperto che aveva rivelato i suoi segreti al papero mascherato, un comportamento che però insospettisce entrambi. PK ipotizza addirittura che il misterioso hacker sia proprio Uno e, spaventato, lo disattiva.
Ma il vero hacker è Due, il backup di Uno, reso malvagio da anni di inattività. PK tenta di disattivare Due, ma viene catturato e rinchiuso in una cella segreta. A comparire all'improvviso ora è proprio Ducklair, che lo disattiva con una sequenza vocale, «CII 2 # RD EHMET/ERASE RUN», completata da PK quando Ducklair viene zittito da Due. I tre si chiariscono, e Ducklair inizia il suo percorso di ritorno a Dhasam-Bul, affidando la DT a PK e all'"amico" Uno.

## Il giorno del Sole Freddo
- Copertina: Claudio Sciarrone (disegno), Max Monteduro (colori)
- Autori storia principale: Alessandro Sisti (soggetto e sceneggiatura), Claudio Sciarrone (matite e chine).
- Trama: Strani eventi si addensano attorno a un centro di ricerche energetiche di Paperopoli: uno scontro ad armi sconosciute attira l'attenzione dei media e qualcuno, spacciandosi per Angus Fangus, tenta di aiutare gli scienziati con tecnologie mai viste prima. Smascherato, questo strano personaggio sparisce nel nulla, lasciando scie di decadimento tachionico, tracce di viaggi temporali. PK pedina Lyla, e riesce ad essere presente durante un incontro tra lei e dei tempoliziotti che, costretti dalle circostanze, chiedono l'aiuto del papero mascherato: le scorribande temporali - affermano - sono opera del Razziatore, alla ricerca del combustibile necessario ad avviare una distruttiva macchina appena rubata, l'altronave, su cui gli agenti temporali non sono disposti a rivelare ulteriori dettagli.

È lo stesso Razziatore a farsi trovare, per spiegare a PK come stanno le cose e chiedere la sua collaborazione. L'esperimento interrotto faceva parte del Progetto Sole freddo, atto a realizzare un motore a fusione fredda, ma destinato ad un disastroso fallimento che disintegrerà larga parte di Paperopoli. Per dimostrare la propria buona fede, il Razziatore lascia che Pk ed Uno analizzino la sua altronave, dispositivo che permette di viaggiare fra dimensioni parallele. In seguito alle analisi, PK accetta di collaborare con il mitico Razziatore per salvare la sua città.
Al momento del nuovo esperimento sono presenti, oltre allo staff tecnico, Lyla Lay (in qualità di giornalista di 00 News) ed un certo professor Praedatorius (ovvero il Razziatore e Paperinik sotto mentite spoglie). Quando quest'ultimo esce allo scoperto ed addormenta tutti i presenti con un raggio sonnifero (tranne ovviamente Lyla), da Time Ø arriva una squadra di tempoliziotti, che hanno rilevato il cambiamento degli eventi: l'esplosione di Paperopoli avrebbe dovuto essere già avvenuta.
PK tiene impegnati i tempoliziotti (intenzionati a completare il progetto e salvaguardare il continuum), per permettere al Razziatore di avviare l'altronave. Questa però, essendo ancora un prototipo sprovvisto di un adeguato "sistema di guida", blocca il crono-pirata in una "fase oscillante" tra tutte le dimensioni possibili (evento che Uno aveva già previsto). Al risveglio degli scienziati, i macchinari sabotati non riescono a portare a termine il progetto.

## Terremoto
- Copertina: Corrado Mastantuono (disegno), Max Monteduro (colori), Fiorenza Gallazzi (lettering)
- Autori storia principale: Francesco Artibani (soggetto e sceneggiatura) e Simone Stenti (soggetto), Francesco Guerrini (matite e chine)
- Trama: Un incidente a una piattaforma petrolifera delle industrie P.d.P. sembra essere opera di un terremoto sottomarino nelle acque di Paperopoli. Non rilevato dai normali sismografi, l'evento non è però passato inosservato all'intelligenza artificiale Uno, il quale ha rilevato altri eventi contemporanei nei pressi della faglia di Cromwell, bordo della piattaforma rocciosa su cui sorge Paperopoli e, in particolare, la Ducklair Tower. Scettico nel considerarli solo eventi casuali e naturali, Uno invia Pk ad indagare, trovando un riscontro delle sue preoccupazioni nella presenza di agenti PBI, guidati da Mary Ann Flagstarr sotto la costante minaccia di trasferimenti rasente l'abuso di potere.

Dalle ricerche effettuate da Pk (tramite anche l'Interfaccia Immersiva Totale), l'eroe si imbatte in Morgan Fairfax, scienziato che si rivelerà essere responsabile dei terremoti, ottenuti attivando degli intensificatori magnetici in grado di scatenare un violento terremoto, la base del "Progetto Pangea": sommergere la costa ovest (compresa Paperopoli) e far emergere un'immensa distesa di terreno fertile, che aprirebbe nuove possibilità. Il piano, costruito su solide basi scientifiche e su calcoli corretti, impedisce ad Uno, logica intelligenza artificiale, di schierarsi con Paperinik o con Faifax, sebbene questo implichi persino la distruzione dello stesso Uno. Questo rappresenta una palese dimostrazione delle difficoltà affrontate nel campo dell'intelligenza artificiale nel rappresentare a livello di computer quel senso comune che permette a Pk (come a chiunque altro) di vedere il piano del perfido Morgan Fairfax come una follia nel tradizionale stile giocare ad essere un dio.
Il papero mascherato parte così da solo nella speranza di fermare lo scienziato, intercettandolo mentre è in volo con l'agente Flagstarr su un aereo privato. Durante lo scontro, l'agente si accorge che lo scienziato pazzo le ha mentito e perciò aiuta Pk, il quale disattiva gli intensificatori grazie al codice «#EM+10W*» elaborato da Uno, che, aiutandolo, dimostra così di aver compreso la differenza fra ciò che è logico e ciò che è giusto.

## Ritratto dell'eroe da giovane
- Copertina: Alessandro Barbucci (disegno), Max Monteduro (colori), Fiorenza Gallazzi (lettering)
- Autori storia principale: Alessandro Sisti (soggetto e sceneggiatura), Alessandro Barbucci (matite), Massimo Sardi (chine)
- Trama: Ducklas Styvesant detto Sty, funzionario del ministero dello spaziotempo, chiede a Pk di raggiungere il XXIII secolo per combattere una nuova minaccia, i Super-Evroniani, mutazione degli evroniani sorta dopo la loro totale sconfitta da parte dell'eroe. Ad aiutarlo, Pk trova il colonnello Mansur, quasi una celebrità del suo tempo, e viene assistito dalla droide Geena, dal design simile a quello di Lyla, ma che Pk percepisce come "più servile" dell'amica.

Paperinik affronta due pericolosi e strani scontri, tra cui uno inaspettato a Villa Eidolon, dimora del magnate e produttore di droidi Odin Eidolon, tra l'altro fan entusiasta di Pk, al quale consegna un particolare "sistema difensivo" da usare una sola volta, «quando la situazione precipiterà». I dubbi di Pk sul vero ruolo di Mansur e Styvesant vengono confermati quando scopre che in realtà il primo è il noto attore Burton la Valle, mentre il secondo è uno dei produttori e registi più in vista del XXIII secolo. Insieme, i due confessano la sceneggiata: in quell'epoca Pk è un eroe famoso (soprattutto da quando ha salvato Paperopoli ed arrestato il Razziatore), e sulla sua popolarità è stata creata la serie televisiva Ritratto dell'eroe da giovane, che sarebbe culminata in una puntata speciale, con la presenza del vero Paperinik. Riluttante ad accettare, Pk gira un'ultima "scena madre" solo per scoprire il responsabile degli incidenti e sabotaggi che hanno attentato alla sua vita.
Il giorno delle riprese, Pk rischia di essere travolto da un carro armato guidato da un la Valle semi-coolflame, ma interviene il vero Pk (il primo era solo un droide di Eidolon), ed il nemico si rivela: Gordon, assistente di Styvesant, è in realtà Grrodon, l'ultimo guerriero imperiale di Evron rimasto in esilio sulla Terra in attesa dell'occasione per pareggiare i conti. L'alieno usa la sua evron-gun prima contro Pk, il quale sfodera prontamente il congegno datogli da Eidolon, e poi sullo stesso magnate, che si dimostra refrattario al raggio. Disperato, il vecchio evroniano fugge senza speranze verso l'atmosfera a bordo di una vettura non pressurizzata.
Tornato al suo tempo, Pk racconta ad Uno la sua storia, e mentre l'eroe si allontana poiché distrutto dalla stanchezza, analizzando l'arma di Eidolon l'IA realizza il paradosso in cui ciò che salverà la vita a Pk nel futuro gli è stata appena consegnandola dallo stesso eroe; intanto, tra sé e sé, Uno si domanda la ragione per cui in futuro si chiamerà Odin, cioè "Uno" in lingua russa.

## Spore
- Copertina: Corrado Mastantuono (disegno), Max Monteduro (colori), Fiorenza Gallazzi (lettering).
- Autori storia principale: Gianfranco Cordara (soggetto e sceneggiatura), Fabio Celoni (matite e chine)
- Trama: Un vecchio campagnolo mitomane, Norman Bates Russel, porta ad Angus Fangus una strana specie di "pianta", trovata nel proprio campo. Uno, incuriosito, la analizza, scoprendo che si tratta di una spora evroniana, organismo alieno che cresce in lunghi filoni, nutrendosi di energia emozionale fino a quando non dà alla luce un guerriero evroniano. Le spore sono anche dotate di straordinari sistemi difensivi biologici: oltre a manifeste capacità di rigenerazione delle ferite, possono espellere tossine fortemente corrosive, in grado di soffocare eventuali soggetti malintenzionati.

Intanto, Xadhoom vaga nello spazio nei pressi del suo pianeta natale, in preda ai sensi di colpa, e si imbatte in un'astronave xerbiana alla deriva, ma la speranza di trovare membri del suo popolo ancora in vita si scontra con la silenziosa realtà di una nave deserta, che non è stata risparmiata dall'attacco degli evroniani.
L'Esercito prende nel frattempo possesso della zona della campagna paperopolese dove sono localizzate le spore. Mentre Uno cerca di inserirsi nel sistema informatico dell'esercito, Pk viene individuato e fatto arrestare dall'arcigno colonnello Clint E. Westcock, ma il misterioso generale Abraham Lincoln Wisecube gli concede l'accesso alla base militare. Mentre Uno scopre inquietanti connessioni tra i militari ed Evron: gli alieni avrebbero infatti convinto i terrestri a stipulare un accordo commerciale, un approccio simile a quello utilizzato durante la conquista di Xerba, PK socializza con la truppa, ed impara le basi di pilotaggio degli avanzati esoscheletri artificiali da combattimento dell'esercito: preso il controllo di un esoscheletro, si avvia verso la piantagione di spore per distruggerle. Wisecube spegne i firewall dei sistemi informatici militari, permettendo ad Uno di prendere il controllo degli esoscheletri dei soldati di Westcock, e pur rischiando di rimanere gravemente feriti dagli acidi delle spore, i piloti disubbidiscono agli ordini del colonnello ed aiutano Pk, mentre un incendio si sviluppa, e il campo di spore viene neutralizzato.
PK rischia l'arresto, ma Westcock è nuovamente costretto a lasciarlo andare, obbedendo agli ordini del proprio superiore; nelle vicinanze incontra Xadhoom, che ha osservato la scena, e ha provocato l'incendio. Almeno per il momento, il pericolo sembra scongiurato. Anche se Russel, nel suo orticello, "coltiva" ancora un'infinità di spore.

## Invasione!
- Copertina: Paolo Mottura (disegno), Max Monteduro (colori), Fiorenza Gallazzi (lettering)
- Autori storia principale: Francesco Artibani (soggetto e sceneggiatura), Paolo Mottura (matite e chine)
- Trama: Angus Fangus parte per la Nuova Zelanda con il pretesto di effettuare un servizio per Channel 00; in realtà, mira a recuperare un floppy disk contenente informazioni sulle attività illecite di Fenimore Cook, uomo d'affari senza scrupoli che già in passato aveva cercato di sottrarre la terra del clan Fangus (presso la montagna di Cape Dominion) ai suoi legittimi abitanti. Quel dischetto era già servito a Fangus per ricattare il criminale ed impedirgli di procedere nel suo intento, ed era stato poi nascosto da Fangus all'interno di una maschera tribale del suo clan, poi però intercettata e le prove distrutte.

Intanto, nel corso delle loro ricerche di tracce che possano indicare l'atterraggio di evroniani in altri luoghi del pianeta, Pk e Uno scoprono che presso un ospedale neozelandese sono ospitati due maori originari di Cape Dominion che presentano i sintomi del contagio da spore evroniane. L'eroe parte immediatamente per la Nuova Zelanda, e giunto sul posto trova gli abitanti del villaggio armati e determinati ad impedire l'accesso alla montagna, sotto la guida di Nebula Faraday, un'abile arringatrice che annuncia la venuta dei "signori cosmici" (ossia gli evroniani). Come prova, la Faraday mostra loro una spora evroniana.
Pk rintraccia un favo d'invasione evroniano all'opera, sotto la guida del comandante Kergan; scoperto dalle pattuglie aliene, riesce a sfuggire loro, ma perde conoscenza e viene tratto in salvo e curato da Rangi Fangus, ex-capo del clan nonché madre di Angus. Quest'ultimo arriva al villaggio giusto in tempo per vedere il finanziatore della Faraday, Fenimore Cook, fornirle un dirigibile con cui Nebula potrà diffondere la notizia della venuta degli extraterrestri. In realtà, Cook progetta di farlo esplodere sopra uno stadio affollato, simulando un attacco terroristico ed attribuendo l'atto al clan maori, così da screditarlo davanti all'opinione pubblica e potersi appropriare delle loro terre.
Gli evroniani attaccano il villaggio, ma Rangi guida la sua tribù e respinge l'attacco, con Kergan che ordina la ritirata; Pk fa evacuare il dirigibile e, guidato da Uno, si schianta contro il favo di invasione in fuga, distruggendolo. Rangi e Angus si riuniscono.

## Silicio
- Copertina: Claudio Sciarrone (disegno), Max Monteduro (colori), Fiorenza Gallazzi (lettering)
- Autori storia principale: Alessandro Sisti (soggetto e sceneggiatura), Claudio Sciarrone (matite e chine)
- Trama: È estate a Paperopoli e l'unica notizia degna di nota sembra essere la fusione fra due grandi aziende quotate in borsa che operano nel settore telematico. La fusione fra le reti informatiche delle aziende però permette il "risveglio" di Due, i cui banchi di memoria si erano suddivisi tra la rete cittadina, e così riprende coscienza e medita vendetta nei confronti di Paperinik e del suo gemello Uno, del quale però non "ricorda" l'ubicazione.

Nel frattempo, poco fuori Paperopoli, Norman Bates Russel continua ad allevare ignaro le spore evroniane presenti nel suo orto. Due ne viene a conoscenza e decide di tenerle sotto controllo fino a quando non si schiuderanno, usando i neonati guerrieri evroniani come suo esercito personale.
Angus Fangus, intanto, è stato costretto ad andare in vacanza, ma la sua indole da giornalista lo costringe ad indagare ancora su Paperinik. Quando Pk interviene, e sembra soccombere nella lotta contro Due, compare una nave da guerra evroniana che, prelevati i guerrieri, tenta senza successo di eliminare i due contendenti: Pk si lancia nel vuoto mentre Due si salva entrando nel computer della nave evroniana. Angus Fangus, arrivato in ritardo sulla scena, non avrà la sua notizia.

## Missing
La trama principale, Missing, viene inframezzata dalle storie secondarie. Le vicende di Missing diventano perciò gli anelli di collegamento fra i vari episodi.

### Missing
- Soggetto e sceneggiatura: Alessandro Sisti
- Matite e chine: Corrado Mastantuono
- Trama: L'ispettrice Mary Ann Flagstarr viene incaricata dalle alte sfere della PBI di cercare Paperinik, scomparso improvvisamente. La prima persona che interroga è Angus Fangus, che non mostra particolare preoccupazione, ostentando quasi compiacimento per la scomparsa dell'eroe.

La seconda persona "informata dei fatti" sarebbe Lyla Lay, ma la giornalista è a Bayduck per un servizio. Mentre la Flagstarr si reca lì, Fangus chiama la collega giornalista e le annuncia gongolante che PK è scomparso. Arrivata a destinazione, l'Ispettore trova solo Camera 9 che, a sua volta, denuncia la scomparsa di Lyla.
La Flagstarr si rivolge direttamente a Paperon de' Paperoni, in qualità di zio di Paperino (alias di Paperinik, ossia PK). De' Paperoni fornisce l'indirizzo della casa del nipote, ma anche questo sembra essere sparito. I vicini affermano di averlo visto partire tranquillamente, mentre i nipoti sono andati dalla nonna.
Scoraggiata, l'Ispettrice Flagstarr torna a Quacktico per esaminare i file di PK. Inaspettatamente però, giunge un nuovo ordine di sospensione delle ricerche. Entrambi gli ordini sono giunti da Uno, che nonostante le sue enormi potenzialità non riusciva più a trovare il suo alleato.
Paperinik si trovava infatti a Dhasam-Bul, in compagnia di Everett Ducklair. Scopo della sua visita era approfondire e migliorare le proprie potenzialità attraverso la meditazione.

### Punto di rottura
- Soggetto e sceneggiatura: Tito Faraci
- Matite e chine: Alberto Lavoradori
- Trama: Angus Fangus ricorda uno spiacevole fatto: torna a casa dopo una stressante giornata di lavoro, conclusasi con il consueto "assedio" di aspiranti giornalisti. Una volta a casa, il giornalista neozelandese ricevela sgradevole ed inaspettata visita di un grosso robot in cerca di qualcosa.

Fangus non riesce a capire cosa stia cercando l'automa, cercando rifugio sul tetto. Solo qui, osservando un cartellone pubblicitario, si rende conto che il robot è stato inviato da una società di giocattoli, intenzionata a recuperare un dossier consegnato a Fangus da uno degli "assedianti" poche ore prima.
Il giornalista ricorda che il dossier è ancora nel suo impermeabile, che il robot straccia nella sua ricerca. Fangus si infuria ed attacca il robot, ma ha la peggio e viene salvato solo dall'improvviso intervento di PK. Fangus, in lacrime, racconta la storia dell'impermeabile a cui era affezionato e PK si offre di farglielo rammendare.

### Time Ø
- Soggetto e sceneggiatura: Gianfranco Cordara
- Matite e chine: Alessandro Barbucci
- Trama: Dopo aver ricevuto il messaggio di Angus sulla scomparsa di PK, l'affascinante Lyla Lay decide di tornare a Time Ø sospettando che la Tempolizia abbia arrestato il suo amico. Entrata senza permesso alla base, si trova nel mezzo di un terremoto cronale che rischia di distruggere la base.

Lyla decide di intervenire e risolve l'emergenza con notevole sangue freddo, ottenendo i complimenti del Comandante. Lyla, per tutta risposta, chiede indispettita il motivo dell'arresto di PK. Il Comandante afferma che effettivamente "il tempo di PK è fermo", ma che la Tempolizia non ha operato il suo arresto.
Il Comandante conclude che "chiuderà un occhio" sulla presenza non autorizzata di Lyla, in seguito all'ottimo intervento durante la crisi, ma che la prossima volta non sarà così tollerante.

### Memo
- Soggetto e sceneggiatura: Alessandro Sisti
- Matite e chine: Paolo Mottura
- Trama: Il Razziatore fa una rapina, Uno cerca di fermarlo con una simulazione, ma l'astuto ladro lo scopre e scappa. Poi cerca di sottrarre ad Erwin Goosenberg (artista semi-sconosciuto del XX secolo ma molto apprezzato nel XXIII secolo) una scultura olografica. Uno prova di nuovo a fermarlo, creando (attraverso le strutture dell'artista) un doppione olografico del Razziatore.

L'astuto cronopirata però non si fa sorprendere e scopre l'inganno. Il Razziatore si reca dunque sicuro all'appuntamento con il suo compratore, ma arrivato sul posto viene arrestato dalla Tempolizia, allertata in tempo da Odin Eidolon, l'alter ego del futuro di Uno.

### Xarghon
- Soggetto e sceneggiatura: Francesco Artibani
- Matite e chine: Stefano Intini
- Trama: Xadhoom viene attirata da una voce che grida il suo nome. Dopo un breve viaggio arriva a Xala, una piccola colonia abitata da un gruppo di xerbiani sopravvissuti all'invasione degli Evroniani. Sul posto è presente anche Paperinik.

Xadhoom è infinitamente felice di ritrovare i propri simili e chiede uno "Xarghon" per festeggiare. Gli xerbiani presenti non sembrano capire cosa voglia e anche Paperinik si mostra stranamente nervoso. Dopo innumerevoli equivoci, Paperinik offre a Xadhoom un "Elmo di Xondar" (in realtà, un costrittore al plasma per contenere le emissioni energetiche).
La mutante xerbiana ha però ormai mangiato la foglia e gli evroniani gettano la maschera. Xadhoom non sembra però essere preoccupata dal trovarsi circondata dagli evroniani, anzi...

### Blu botte
- Soggetto e sceneggiatura: Pk Team
- Matite e chine: Giorgio Cavazzano
- Trama: Il generale Zondag incarica i due sempliciotti soldati evroniani Ludron e Orkon di cercare Paperinik, scomparso da troppo tempo. Durante l'atterraggio, però, i loro dischi si danneggiano gravemente. Questa è solo la prima di una serie di disavventure, che li vedranno subire vari pestaggi da parte di due bulli.

Con le evrongun inutilizzabili e la missione ormai fallita, i due soldati costruiscono un disco molto raffazzonato grazie ai rottami di uno sfasciacarrozze (un vecchio cowboy che li prende a colpi di rivoltella) per poter tornare alla base. Una volta sul posto, scoprono che la loro nave appoggio è stata appena distrutta da Xadhoom.

## Le sorgenti della luna
- Copertina: Fabio Celoni (disegno), Max Monteduro (colori), Fiorenza Gallazzi (lettering)
- Autori storia principale: Gianfranco Cordara (soggetto e sceneggiatura) e PK Team (soggetto), Francesco Guerrini (matite e chine)
- Trama: Xadhoom, dopo aver scoperto che alcune astronavi xerbiane sono riuscite a salvarsi dagli Evroniani, chiede a Pk di aiutarla a trovarle. Pk accetta in cambio della promessa di aiutarlo a trovare altri insediamenti evroniani sulla Terra, come quello appena individuato in una foresta in Africa, nella regione dei Grandi Laghi. L'aliena si reca sul posto volando, Pk, sotto l'identità di Paperino, invece ci arriva in aereo, e durante il volo importuna il vicino di posto. In Africa, Paperino viene ospitato da Lucille Bruceburton, "amica telematica" di Uno e antropologa che sta studiando la zona detta "Sorgenti della Luna", caratterizzata da incisioni rupestri preistoriche raffiguranti lo sbarco di extraterrestri simili agli Evroniani.

Proprio in quella zona gli alieni, sotto la guida dello spietato generale Zargon, si apprestano creare un immenso nido di spore, ordinato dall'imperatore: Pk e Xadhoom si scontrano con gli Evroniani, e Paperinik viene colpito da Zargon. Xadhoom, credendolo diventato un coolflame, si sente in colpa e sfoga la sua furia: mentre un plotone di soldati americani attacca e distrugge la piantagione di spore, lei spazza via l'esercito alieno, tentando anche di neutralizzare l'ormai coolflame Pk, che in realtà aveva solo finto di soccombere.
Pk fa ritorno a casa ancora nei panni di Paperino, e anche stavolta incrocia l'uomo che aveva incontrato sul volo di andata: solo allora, vedendo i suoi documenti, capisce chi è: il generale Abraham Lincoln Wisecube.

## Trauma
- Copertina: Corrado Mastantuono (disegno), Max Monteduro (colori), Fiorenza Gallazzi (lettering)
- Autori storia principale: Tito Faraci (soggetto e sceneggiatura), Lorenzo Pastrovicchio (matite e chine)
- Trama: Gorthan atterra sul pianeta-prigione noto come "Il Pozzo", con lo scopo di inviare contro Paperinik, in cambio del perdono, il prigioniero detto Trauma, un ex-generale ribellatosi ai suoi superiori che, grazie agli esperimenti dello stesso Gorthan, è diventato gigantesco e ha acquisito una forza straordinaria e grandi poteri psichici. Nel frattempo, sulla Terra, Paperino è tormentato da un incubo ricorrente, di cui al risveglio ricorda solo immagini confuse.

Mentre Pk difende Paperopoli dalle numerose bande giovanili di teppisti, Trauma raggiunge il pianeta e vaga per la città, spargendo terrore e distruzione. Pk lo affronta, ma viene sconfitto dai suoi poteri mentali, che provocano paura nell'avversario, per poi assorbirla e ridurlo a coolflame. Colpito dall'"onda di paura", Pk ha una visione in cui tutti i suoi nemici (tra cui anche il Super-Evroniano, Angus Fangus, il Razziatore e Due), insieme alle ombre indistinte del suo incubo ricorrente, lo circondano chiamandolo in continuazione «Piccolo stupido papero!». Uno interviene, e con la Pi-Kar trae in salvo il nostro supereroe.
Paperinik deve affrontare nuovamente il Trauma, stavolta munito di un esoscheletro creato da Everett Ducklair, che aumenta la sua forza e il cui rivestimento blocca i poteri dell'evroniano. Trauma però lo scoperchia, lanciando una nuova "onda di paura" contro l'avversario: Pk rivive chiaramente il suo incubo ricorrente, cioè il ricordo di uno scontro avuto da bambino con quattro giovani bulli. Ricordando il fatto, Pk sfodera tutto il suo coraggio, che si rivela l'arma definitiva contro il suo avversario: l'essere, tremando di paura regredisce trasformandosi in un evroniano "comune", e viene recuperato da una capsula controllata a distanza da Gorthan.
Infine, avendo esaurito l'energia dell'esoscheletro e non essendo in grado di riportarlo alla Ducklair Tower, Pk lo distrugge lanciandolo dalla cima del palazzo in cui era avvenuto lo scontro.

## Urk
- Copertina: Marco Ghiglione (disegno), Max Monteduro (colori), Fiorenza Gallazzi (lettering)
- Autori storia principale: Francesco Artibani (soggetto e sceneggiatura), Marco Ghiglione (matite), Gianmarco Villa (chine)
- Trama: Paperinik indaga su una serie di misteriose sparizioni di persone in varie parti della città, e ritiene che dietro vi possano essere le numerose bande giovanili che infestano Paperopoli. Nel frattempo, Uno nota tra gli addetti alla pulizia della Ducklair Tower un papero con incredibili capacità fisiche, che però dai suoi archivi risulta avere un nome falso, Dexter Brundle. Uno invia Pk ad indagare nella casa di Bundle, nella quale rinviene una mappa della città con indicati i luoghi delle misteriose sparizioni: si convince dunque che il colpevole sia Brundle e lo affronta, ma il papero massiccio riesce a fuggire.

Inoltre, quando Lyla rivela che i suoi sensori hanno rilevato una scia tachionica, Pk ritiene che il misterioso guerriero provenga da un altro tempo, ma quando gli tendono un'imboscata, scoprono che "Urk" è innocente: responsabile delle sparizioni è la Creatura, un essere informe che sembra fatto di oscurità. Urk è infatti un indiano irochese proveniente da una dimensione parallela, dove il suo popolo è in guerra con gli invasori Vichinghi, i quali avevano inviato contro di essi la "Creatura", un mostro sintetico che si ciba di tempo. Durante il loro scontro, un'anomalia dello spaziotempo (causata dalla tentata attivazione dell'altronave del Razziatore) aveva trasportato entrambi nell'universo di Pk.
Uno potenzia l'arma fantascientifica di Urk, una "lancia ad energia", unendola alla tecnologia del paralizzatore bradionico di Ducklair (che immobilizza i nemici sospendendo il tempo soggettivo). Pk, Lyla e Urk scendono nelle fogne di Paperopoli e lì trovano il nido della Creatura, dove il mostro conserva le sue vittime vive. Tentano di liberarle, ma appare la malvagia Creatura che li attacca, e mentre Urk la distrae, Paperinik riesce a colpirla con la lancia potenziata, e la neutralizza trasformandola in un essere innocuo.
Dopo lo scontro, Lyla scopre che neanche l'avanzata tecnologia dei Tempoliziotti è in grado di far tornare Urk nel proprio mondo.

## Seconda stesura
- Copertina: Fabio Celoni (disegno), Max Monteduro (colori), Fiorenza Gallazzi (lettering)
- Autori storia principale: Alessandro Sisti (soggetto e sceneggiatura), Claudio Sciarrone (matite e chine)
- Trama: Nell'inverno Paperopolese, la giornalista Lyla Lay intervista Paperino, direttore generale della Ducklair Industrie. Paperino narra della sua sfolgorante carriera al fianco di Everett Ducklair, da assistente personale fino alla direzione della società. Durante l'intervista, la droide ha una specie di dejà vu di un'altra realtà, in cui Paperino è un fattorino. Nel 2255, Odin Eidolon si appresta a consegnare al rappresentante dei droidi un accordo firmato per nuovi diritti personali, ed entrambi percepiscono un deja vu simile, nel quale il droide è un domestico che sta servendo Eidolon.

Sospettoso riguardo all'accaduto, Eidolon si reca a Time Ø per reperire una piastra di memoria, dove aveva previdentemente registrato l'esatto continuum temporale, e subito individua l'avvenimento dopo il quale i fatti sembrano essersi alterati, ossia quando Geena, capo della fazione ribelle dei droidi, ha preso il posto della vera Lyla, e ha fatto in modo che Ducklair incontrasse e assumesse Paperino come suo assistente personale, cosa in realtà mai successa.
Odin rintraccia ed impedisce la biforcazione degli eventi, ma Geena fugge rifugiandosi in un luogo segreto nei pressi del fulcro acronico a cui è ancorata la stessa Time Ø. Paperinik ricorda ora le due realtà differenti, e giunge con Eidolon alla stazione della Tempolizia, dove liberano Lyla, prigioniera dei droidi ribelli. Geena attiva però una cronobomba in grado di cancellare la storia dell'umanità biologica; nel breve tempo a disposizione prima dello scoppio dell'ordigno, Eidolon riesce a convincere Geena che la rivolta dei droidi non è la strada giusta per arrivare ai diritti dei droidi, e che in un futuro le sue "creature" avranno l'indipendenza, poiché destinati ad averla.
Geena allora si sacrifica, assorbendo la cronodeflagrazione. All'arrivo dei droidotecnici pronti a riattivarla, Paperinik chiede di non farlo, poiché «sono le macchine quelle che si possono riattivare».
Eidolon riporta PK e Lyla nel presente e tutto torna alla normalità.

## La notte più buia
- Copertina: Corrado Mastantuono (disegno), Max Monteduro (colori), Fiorenza Gallazzi (lettering)
- Autori storia principale: Gianfranco Cordara (soggetto e sceneggiatura), Francesco Guerrini (matite e chine)
- Trama: Vigilia di Natale. L'esercito evroniano invade Bravestone, piccola cittadina nei dintorni di Paperopoli. Una richiesta d'aiuto, inviata via e-mail, viene intercettata da Uno, il quale rintraccia Paperino, alle prese con l'acquisto degli ultimi regali. Nel frattempo, nella redazione di 00 News, Angus Fangus e Mike M. Morrighan stanno litigando: appena il primo si allontana, Morrighan fruga nella sua scrivania, trovando un dossier riguardante un potenziale scoop. Decide così di batterlo sul tempo e, accompagnato da Camera 9, arriva a casa di Norman Bates Russel (in realtà Fangus aveva lasciato lì apposta il documento perché Mike lo trovasse, in modo da levarsi di torno il collega).

Intanto, Westcock è subentrato al posto del generale Wisecube, e l'esercito si prepara a contrastare l'invasione aliena. Paperinik, giunto sul posto, affronta alcuni evroniani, ed incontra Marjorie, la giovane che aveva inviato la richiesta d'aiuto. Morrighan e Camera 9 non trovano Russel a casa, ma seguendo il suo cane Buck, irrequieto, arrivano alla cittadina, dove Camera 9 riesce a fare alcune riprese.
Intanto l'invasione avanza: gli evroniani hanno l'ordine di non ridurre gli abitanti di Bravestone a coolflame, ma di rapirli per non meglio specificati "esperimenti". Interviene l'esercito, e Westcock si trova faccia a faccia con Zondag. Dopo qualche istante Zondag dichiara l'invasione semplicemente una "prova generale", e ordina il rientro. I militari invece spiegano ai cittadini di Bravestone che si era trattata semplicemente di un'esercitazione, e che tutti i danni saranno ripagati.
Al momento di mostrare alla redazione le riprese di Camera 9 e Morrighan, la cassetta misteriosamente presenta invece un cartone animato.

## Carpe diem
- Copertina: Alessandro Barbucci (disegno), Max Monteduro (colori), Fiorenza Gallazzi (lettering)
- Autori storia principale: Francesco Artibani (soggetto e sceneggiatura), Alessandro Barbucci (matite), Roberta Migheli (chine)
- Trama: Nel XXV secolo, la ditta Globalgen sta sperimentando una macchina capace di generare energia infinita (un reattore "materia/antimateria" in cui viene inserita un'"unità cronale", in grado di replicare all'infinito il processo). L'apparecchio va fuori controllo e genera una distorsione spazio-temporale, il "Grande Nulla", che minaccia di distruggere l'intero tessuto della realtà, passata, presente e futura.

Nel XXIII secolo, i tecnici del cartello criminale Organizzazione elaborano un piano per porre rimedio al problema (ritenendo che la Tempolizia non riuscirà a farlo, o forse non vorrà farlo). Hanno bisogno del loro miglior agente, il Razziatore, e per liberarlo chiedono l'aiuto di un Paperinik riluttante, ma senza altra scelta. Insieme al droide Newton, Pk si introduce in una stazione della Tempolizia per rubare un gravitron, apparecchio fantastico in grado di spostare intere porzioni di materia, che viene usato per "prelevare" il Razziatore un attimo prima che venga catturato dalla Tempolizia, nel momento in cui, dopo aver attivato l'altronave, rimane sospeso tra gli universi paralleli.
Pk e il Razziatore viaggiano fino al XXV secolo per impedire l'attivazione del generatore di energia, ma, paradossalmente, il loro tentativo di intrusione nel laboratorio convince gli scienziati della Globalgen ad anticipare l'esperimento. Il Grande Nulla inizia a inghiottire il laboratorio, ma Pk separa l'unità cronale dalla sua sede, salvando così il Tempo.
Il Razziatore riporta infine Pk nel XX secolo per salvarlo dall'Organizzazione, che molto probabilmente avrebbe voluto eliminarlo, e Pk in cambio gli regala come pattuito l'unità cronale sapendo che, ormai scarica e inservibile, il Razziatore non potrà utilizzarla per i suoi scopi.

## Motore/azione
- Copertina: Corrado Mastantuono (disegno), Max Monteduro (colori), Fiorenza Gallazzi (lettering).
- Autori storia principale: Tito Faraci (soggetto e sceneggiatura), Silvia Ziche (matite), Alessandro Zemolin (chine).
- Trama: Nella Repubblica di Providencia si stanno girando gli esterni di una puntata di Patemi, la telenovela preferita dai paperopolesi. Il protagonista, Perceval Bentley Royce (interpretato da Sean LeDuck) difende la bellissima e inconsapevole Liza Laker (interpretata da Paperilla Starry), eroina della soap, scritta dalla fervida mente del semi-coolflame Sam Plot.

In queste riprese tra i tuttofare c'è anche Paperino, fervente ammiratore della soap opera, che grazie all'aiuto di Uno, ammiratore ancora più accanito di lui, è riuscito a scalare le graduatorie di assunzione per avere il posto.
L'atmosfera, nella Repubblica di Providencia, non è però rilassata, e sia i ribelli locali che l'esercito ufficiale si offrono di dare protezione alla troupe.
Intanto si scopre che Brad van Beck, precedente interprete di Perceval Bentley Royce, scomparso misteriosamente nel Numero Zero e successivamente rimpiazzato da Sean LeDuck, è prigioniero degli evroniani. Gli alieni, durante una ripresa in notturna, attaccano la troupe di Patemi e rapiscono tutti gli attori compreso Sam Plot. Arrivati sull'astronave, gli attori scoprono che i loro sequestratori sono il generale Zondag e il capo-branca Zoster, scomparsi in PKNA #1 dopo l'esplosione del loro incrociatore dovuta all'ira di Xadhoom.
Intanto Paperino, nelle vesti di Pk, scopre che l'esercito ufficiale è alleato degli evroniani. Fortunatamente è provvidenziale l'aiuto dei ribelli, che appoggeranno Paperinik penetrando nell'astronave evroniana e liberando gli attori.
Il lieto fine viene guastato dal fatto che ora ci sono due interpreti per il ruolo di Perceval Bentley Royce, protagonista di Patemi. La mente geniale di Sam Plot decide così di introdurre Brad van Beck come il gemello omonimo del protagonista, e di inserire nelle vicende una versione a basso costo degli alieni evroniani, per vivacizzare la trama. Quest'ultima trovata viene decisamente apprezzata dal produttore.

## Manutenzione straordinaria
- Copertina: Alessandro Barbucci (disegno), Max Monteduro (colori), Fiorenza Gallazzi (lettering).
- Autori storia principale: Alessandro Sisti (soggetto e sceneggiatura), Lorenzo Pastrovicchio (matite), Gianmarco Villa (chine).
- Trama: Angus Fangus, indagando sulla misteriosa sparizione di Everett Ducklair, riesce a penetrare nei sotterranei della Ducklair Tower, dove inavvertitamente provoca un guasto che isola Uno da oltre metà della torre. Paperino, indossati i panni di Paperinik, scende per cercare il guasto.

Nel frattempo, Angus incontra una subroutine che, priva del controllo di Uno, obbedisce ai suoi ordini e gli organizza un "tour" dei sotterranei. Premendo pulsanti a caso, Angus causa un sovraccarico energetico: Pk in quel momento sta passando proprio vicino a una sottostazione e rischia di essere schiacciato da un enorme dissipatore, ma un misterioso individuo in impermeabile lo salva. Il personaggio, dal volto seminascosto sotto il cappello, si presenta come Stephan Vladuck, ma solo più tardi Pk capirà che è colui che già conosce come Camera 9. Il passato di Vladuck come reporter di guerra emerge in alcuni brevissimi flashback in bianco e nero: il cameraman dimostra doti di prontezza e agilità non comuni, e aiuta Pk a superare gli ostacoli che i due incontrano nei sotterranei.
Intanto, Angus ha scoperto le incredibili macchine da guerra di Ducklair, alcune delle quali assomigliano ai marchingegni usati da Pk: il giornalista si convince che Paperinik sia Everett travestito e che miri alla conquista di Paperopoli. Involontariamente attiva i droni di sorveglianza, piccoli robot fluttuanti che sparano scariche elettriche, i quali si diffondono nei sotterranei attaccando anche Pk e Stephan. Quest'ultimo recupera lo scudo Extransformer e, guidato da Uno, va a riparare il guasto, ormai vicinissimo, mentre Paperinik tiene impegnati i droni. Ma sono troppi, l'eroe sta per soccombere, quando all'improvviso arriva Fangus, impadronitosi di un mecha a forma di centauro, e lo salva distruggendo i droni. Angus è pronto a divulgare a tutto il mondo i segreti di Pk ma grazie ad un trucco olografico di Uno l'eroe riesce a ingannare il giornalista per poi cancellargli la memoria grazie alle vecchie caramelle "car-can" di Archimede.

## Stella cadente
- Copertina: Lorenzo Pastrovicchio (disegno), Massimo Carrier Ragazzi (colori), Fiorenza Gallazzi (lettering).
- Autore storia principale: Alessandro Sisti (soggetto e sceneggiatura), Paolo Mottura (matite e chine).
- Trama: I perfidi Evroniani tentano di uccidere Xadhoom con un nuovo tipo di cannone (una specie di versione potenziata dell'evrongun), ma hanno la peggio. La xerbiana tuttavia è stata colpita in pieno dalla micidiale arma e, in stato confusionale, precipita sulla Terra insieme a una pioggia di stelle cadenti (in realtà frammenti dell'astronave evroniana distrutta). Trova così rifugio alla Ducklair Tower, dove Paperinik e Uno cercano di prendersi cura di lei come possono; l'aliena, annoiata, sfugge al controllo dell'intelligenza artificiale e inizia a passeggiare per Paperopoli: Pk e Uno scopriranno troppo tardi che ha perso completamente il senno, iniziando a scambiare i malviventi terrestri per gli evroniani.

Le sue "imprese", oltre a generare il caos in città, destano l'attenzione di Charlie Delta e Francisco de Gamma, due ex-agenti PBI cacciati dall'agenzia perché troppo fanatici di ufologia e fenomeni paranormali: ora si sono messi in proprio, ma ancora si fingono agenti federali e vanno in giro a indagare atteggiandosi a "uomini in nero". I due riescono a trovare Xadhoom ed hanno uno scontro diretto con lei, ma vengono sconfitti.
Perfino Pk, anche lui confuso con un guerriero evroniano, viene duramente colpito dall'alleata impazzita: fortunatamente il fascio di sovraccarica che Xadhoom usa contro gli Evroniani non è letale per i terrestri, ma si limita a stordirli. Quando riprende i sensi, Pk incontra Mary Ann Flagstarr ed è costretto a mentirle sulla vera natura del "mostro" che gira per la città.
Pk attira Xadhoom in trappola in una fabbrica abbandonata, sul posto però giungono anche Delta e Gamma, ansiosi di catturare l'aliena, nonché Mary Ann Flagstarr, che ha seguito il papero mascherato perché teme che le nasconda qualcosa. Gamma si impadronisce dell'arma di Pk e spara a Xadhoom, ma si trattava in realtà di un congegno inventato da Uno per "guarire" la xerbiana, la quale, fugge dopo aver stordito l'uomo in nero completamente ristabilita. Mary Ann arresta Delta e Gamma e perdona Pk per averle mentito. Di ritorno alla Ducklair Tower, Pk trova Xadhoom che lo ringrazia con un bacio rovente che gli ustiona il becco.

## Antico futuro
- Copertina: Corrado Mastantuono (disegno), Max Monteduro (colori), Fiorenza Gallazzi (lettering).
- Autori storia principale: Gianfranco Cordara (soggetto e sceneggiatura), Marco Forcelloni (matite e chine), Luciano Milano (chine).
- Trama: Paperino e Lyla sono a cena in un ristorante, quando improvvisamente fa irruzione una banda di rapinatori armati fino ai denti, e Paperino si "trasforma" in Pk per affrontarli. Durante la lotta, gli strumenti di Lyla rilevano una misteriosa tempesta tachionica, che trasporta lei e Pk in una dimensione parallela.

I due si ritrovano nella Terra di Shemel, uno strano mondo fantasy con tratti fantascientifici. I cyberelfi (o eldar), la razza che domina Shemel, scambiano Pk e Lyla per spie nemiche e li arrestano, ma in loro soccorso arriva un gruppo di tecnorchetti che li aiuta a fuggire. Questi, guidati dal loro re Olog Hay, sono dei ribelli che si oppongono al dominio dei cyberelfi: Pk e Lyla decidono di allearsi con loro quando apprendono che il misterioso re dei cyberelfi, chiamato  "l'Antico" , possiede la Coppa di Luce (chiamata anche "Coppo del Destino" o "Tintura del Mondo"), un talismano che secondo la leggenda permetterebbe di viaggiare nello spazio, nel tempo e negli universi paralleli.
Arrivati a Dol Arador, capitale di Shemel, i tecnorchetti lanciano il loro attacco contro i cyberelfi, mentre Pk e Lyla penetrano nel palazzo reale alla ricerca della Coppa di Luce. Qui scoprono che l'Antico in realtà è il Razziatore, ormai invecchiato, che racconta loro di come abbia rubato la Coppa di Luce per conto dell'Organizzazione decidendo in seguito di tenerla per sé. Grazie al suo potere, il Razziatore ha unificato la Terra di Shemel, un tempo divisa in regni sempre in guerra, rendendola felice e pacifica. Pk si rende conto che, a parte qualche fanatico come Olog (il cui esercito nel frattempo è stato facilmente sconfitto dai cyberelfi), il popolo ama l'Antico e lo considera un sovrano buono e non un tiranno.
A questo punto però si scopre che il droide che ha viaggiato con Pk non è Lyla ma FH451, un robot-killer inviato dall'Organizzazione per recuperare la preziosa Coppa e giustiziare il Razziatore, colpevole di tradimento. Pk abbatte il droide, salvando così il suo vecchio amico-nemico. L'Antico usa poi la Coppa per rispedire il papero mascherato nel suo mondo, dopo essersi congedato con la sibillina frase «Sono soltanto uno dei tanti Razziatori possibili».
Di ritorno a Paperopoli, Pk nota che i molti giorni trascorsi a Shemel corrispondono a poche ore sulla Terra, e con estrema facilità sconfigge i rapinatori, che nel frattempo l'intelligenza artificiale Uno ha tenuto a bada con i suoi trucchi, e li consegna alla PBI.

## Zero assoluto
- Copertina: Lorenzo Pastrovicchio (disegno), Max Monteduro (colori), Fiorenza Gallazzi (lettering).
- Autori storia principale: Tito Faraci (soggetto e sceneggiatura), Lorenzo Pastrovicchio (matite e chine) e Gianmarco Villa (chine).
- Trama: Due astronauti in missione nell'orbita di Saturno scoprono un'enorme astronave extraterrestre, ma vengono colpiti da un raggio traente che li blocca dentro. Prima di essere catturati riescono ad inviare sulla Terra un'immagine, che però riesce a ricevere solo Uno.

Paperinik parte così alla volta di Saturno con la nave interstellare di Ducklair, accompagnato da Lyla e Urk. Tuttavia, arrivati sul posto, vengono anch'essi intrappolati dal raggio traente; inoltre perdono il contatto radio con Uno. Lyla si collega al computer della nave e scopre che non è evroniana, come i personaggi pensavano, ma xerbiana: trasportava infatti un gruppo di fuggitivi da Xerba, la cui missione era quella di ricercare altri pianeti abitati e avvisarli del pericolo evroniano, ma furono scoperti dai nemici e sconfitti.
Lungo il cammino Pk e i suoi amici incontrano un feroce e pericoloso robot-guardiano che, credendoli intrusi, li attacca, ma riescono a respingerlo temporaneamente. Mentre Pk va a disattivare il raggio traente, Lyla e Urk trovano i due astronauti chiusi dentro delle celle di ibernazione e, tramite il computer, li "scongelano" e li fanno sedere nella propria navetta. Alla fine Paperinik riesce a disattivare il raggio traente e ripristinare la connessione con Uno, ma quando si volta trova il robot-guardiano, a pochi metri da lui: sembra la fine, ma Uno interviene e, con il "puntale da combattimento" dell'astronave di Ducklair, distrugge l'automa.

## Mekkano
- Copertina: Claudio Sciarrone (disegno), Max Monteduro (colori), Fiorenza Gallazzi (lettering).
- Autori storia principale: Bruno Enna (soggetto e sceneggiatura), Andrea Freccero (matite e chine).
- Trama: Il capobranca scientifica Gorthan precipita sulla Terra con la sua navetta evroniana; l'alieno si salva, ma perde il suo serbatoio di energia emozionale, che cade nelle mani dell'ingegner Takeda, tecnico delle Animated Industries che sta presentando un piccolo robot destinato all'esplorazione spaziale.

I sensori di Uno rilevano l'evroniano, e Paperinik lo raggiunge: inizialmente ostile, sviene a causa della mancanza di nutrimento e viene trasportato alla Ducklair Tower dall'eroe. Nella base segreta di Paperinik, Gorthan si risveglia, rivelando di essere in fuga da Evron poiché attraverso il prolungato studio della cultura terrestre, il capobranca ha sviluppato la capacità di produrre emozioni. Scoperto dall'esercito evroniano e costretto a scappare, Gorthan dichiara di odiare i terrestri. Mentre Uno si propone di costruire un generatore energetico che sostenti il fisico dell'alieno, nel suo laboratorio Takeda monta il serbatoio su di un grande droide auto-replicante, Mekkano, progettato per esplorare diversi pianeti in modo completamente autonomo, utilizzando i materiali del luogo per ricostruirsi e alimentarsi. Il robot si attiva, manifesta una volontà propria e inizia ad assimilare gli oggetti tecnologici che incontra, armi comprese.
Pk e Gorthan rintracciano Mekkano e Takeda, e l'alieno spiega che se l'energia che il serbatoio risucchia non viene raffinata da un corpo evroniano, il serbatoio esploderà. Il robot assimila anche l'astronave precipitata, e quando Pk riesce a staccargli il serbatoio, l'energia investe Gorthan. Rialzatosi rigenerato e furioso, viene però inglobato dal robot, che si alza in volo utilizzando il motore dell'astronave, e scompare nel cielo.

## Zero barra uno
Questo speciale è collocato temporalmente fra i numeri 0 e 0/2, in modo da aggiungere ulteriori dettagli al "passaggio" dal classico Paperinik (equipaggiato con stivaletti a molla e varie invenzioni di Archimede Pitagorico) al nuovo PK (con Scudo Extransformer e gadget ipertecnologici forniti da Uno).

### Zero barra uno
- Soggetto e sceneggiatura: Simone Stenti
- Matite e chine: Claudio Sciarrone
- Trama: Paperino è spaventato dalla nuova piega che ha preso la sua vita dopo l'incontro con Uno e con gli Evroniani. Non ha il coraggio di continuare a fare il supereroe, e vorrebbe dare forfait, ma dopo aver discusso con Uno, e ricordando i vari avvenimenti avvenuti negli ultimi giorni, alla fine cambia idea.

### Archie
- Soggetto e sceneggiatura: Tito Faraci
- Matite e chine: Paolo Mottura
- Trama: Paperinik, assillato da dubbi e esitazioni causate dalla sua nuova vita di supereroe, decide di concedere un po' di vacanza al fedele Archimede (che infatti in PKNA non appare mai, eccetto in questo numero e nella saga di Universo PK). Tuttavia non riesce a trovare le parole per comunicarglielo: dicendogli addio, gli sembra di buttare via in un sol colpo tanti anni di amicizia. A toglierlo d'impaccio ci pensa Archimede stesso: prima che Pk possa parlare, l'inventore gli dice che ormai è troppo vecchio per queste avventure, e che ritiene che il papero mascherato possa benissimo cavarsela da solo, ormai è un vero supereroe. In realtà, è stato Uno a suggerire ad Archimede di dire addio a Pk: sapeva che il supereroe, per quanto dotato di grande coraggio con i nemici più pericolosi, non ne avrebbe avuto con un amico. Infine il povero inventore inghiotte una "car-can", il confetto (da lui inventato) che cancella la memoria, e dimentica per sempre Pk e Uno.

### I conti tornano
- Soggetto e sceneggiatura: Bruno Enna
- Matite e chine: Silvia Ziche
- Trama: Lo zio Paperone non riesce a dormire, nemmeno contare le pecore o le monete ha effetto. Finalmente ricorda il particolare che gli toglie il sonno: il prospetto della Ducklair Tower indica 150 piani, ma il suo istinto gli dice che sono di più. Si precipita alla torre per contarli di persona, e Paperino va nel panico: se lo zio scopre il piano in più, vorrà sapere cosa contiene. Uno cerca di generare un ologramma che faccia sembrare il grattacielo più basso, mentre Paperino (prima nei suoi panni abituali, poi in quelli di Pk) tenta di allontanare Paperone, o almeno di distrarlo, ma ogni sua mossa si rivela un fallimento. Quando ormai tutto sembra perduto, Paperone, a forza di contare piani... si addormenta.

### 87 bis
- Soggetto e sceneggiatura: Francesco Artibani
- Matite e chine: Corrado Mastantuono
- Trama: Pikappa si ritrova ad affrontare, senza ancora saper usare appieno le funzioni dell'extransformer, un suo vecchio nemico ora dotato di enormi poteri, ottenuti grazie al morso di un tricheco radioattivo. Il nostro eroe sconfigge involontariamente Lord Walrus quando quest'ultimo attiva la funzione di teletrasporto 87bis dello scudo.

### Rinascita
- Soggetto e sceneggiatura: Gianfranco Cordara
- Matite e chine: Marco Forcelloni
- Trama: Paperino vede dei coolflame che attaccano un luna park e non esita a diventare Pk e affrontarli, anche se non ha con sé le potenti armi fornite da Uno e deve accontentarsi dei suoi vecchi arnesi. Quando le creature stanno per avere la meglio, Pk immagina i suoi parenti e amici ridotti a coolflame, si riscuote e sconfigge i suoi nemici. Così facendo però manca l'appuntamento con Paperina, che, furiosa, si consola con Gastone. Pk resiste alla tentazione di rivelarle la sua vera identità, e capisce che spesso essere un eroe significa essere soli.

### Addio!
- Soggetto e sceneggiatura: Massimo Marconi
- Matite e chine: Giorgio Cavazzano
- Trama: Uno cerca in ogni modo di convincere Paperino a togliere dalla 313, ormai troppo malridotta, le armi installate da Archimede secondo le istruzioni del diario di Fantomius. Paperino non ne vuole sapere, finché una notte l'auto si anima e, proiettando immagini dai fari, gli fa capire di essere stanca e di voler andare in pensione dopo una vita di avventure al suo fianco. Paperino pensa che sia un sogno, in realtà è stato tutto reale (la 313 è stata ovviamente "aiutata" da Uno, che le ha temporaneamente fornito le braccia meccaniche e i proiettori). Il mattino dopo, Paperino dice a Uno che ha cambiato idea e gli chiede di far tornare la 313 un'auto normale (ma di non togliere il dispositivo di volo, che infatti ancora appare in Xadhoom!). Nel dialogo finale tra la Uno e la 313, l'intelligenza artificiale dice all'utilitaria che forse non può capire come un papero possa affezionarsi a una macchina, ma sa bene come sia possibile il contrario.

## Tyrannic
- Copertina: Claudio Sciarrone (disegno), Max Monteduro (colori), Fiorenza Gallazzi (lettering).
- Storia principale: Francesco Artibani (soggetto e sceneggiatura), Andrea Ferraris (matite), Andrea Ferraris e Gianni Gatti (chine).
- Trama: Mary Ann Flagstarr chiede aiuto a Paperinik per localizzare un misterioso sottomarino - chiamato Titania - proveniente da Belgravia, un'immaginaria nazione la cui economia si regge sull'esportazione di armi. Di questo sottomarino non si sa niente, perché le spie del PBI sono state catturate dai belgraviani, ma la Flagstarr sospetta sia responsabile del furto di un intensificatore magnetico subacqueo, una macchina fantascientifica in grado di provocare terremoti a comando (creata da Morgan Fairfax, vedi PKNA #4).

Uno scopre che il Titania non esiste, è solo uno specchio per le allodole "creato" da Storm, satellite militare belgraviano camuffato da dispositivo meteorologico: il suo scopo è distogliere l'attenzione dal vero sottomarino, il Tyrannic, che si sta dirigendo verso Steel Island, un'isola-prigione al largo di Paperopoli. Paperinik tenta di intervenire, ma arriva in ritardo: i soldati del Tyrannic attaccano il carcere e liberano il professor Morgan Fairfax, che vi era rinchiuso. L'inquietante agente di Belgravia Oberon De Spair propone a Fairfax di lavorare per lui, e lo scienziato pazzo accetta in cambio della possibilità di mettere finalmente in pratica il Progetto Pangea.
Paperinik segue il Tyrannic fino ad una base belgraviana situata tra i ghiacci, ma viene catturato ed imprigionato insieme agli agenti PBI rapiti. Riesce a liberarsi con l'aiuto dello scudo Extransformer e, con un trucco, induce gli uomini di Belgravia ad evacuare la base. Raggiunto il Tyrannic, combatte contro l'equipaggio finché De Spair non lo cattura. Per accontentare Fairfax, De Spair gli concede di concretizzare il suo desiderio di vendetta nei confronti di Mary Ann Flagstarr distruggendo Quacktico, ma prima che possa attuare il suo piano Uno interviene, distruggendo il satellite Storm, che tra le altre cose controlla il Tyrannic. Il sottomarino, fuori controllo, inizia ad affondare: l'equipaggio riesce a fuggire, mentre Fairflax e De Spair, dopo aver messo Pk in salvo nell'ultima capsula disponibile, rimangono a bordo per tentare di riprendere il controllo del mezzo, e scompaiono con esso negli abissi.
Nel finale, Pk ed Uno vengono premiati con due tesserini da agenti speciali PBI.

## Frammenti d'autunno
- Copertina: Claudio Sciarrone (disegno), Max Monteduro (colori), Fiorenza Gallazzi (lettering).
- Storia principale: Bruno Enna (soggetto e sceneggiatura), Claudio Sciarrone (matite e chine).
- Trama: Sotto un diluvio torrenziale nella Paperopoli del XX secolo, Lyla partecipa a un'operazione della Tempolizia per catturare due cronoviaggiatori non autorizzati. Nel momento in cui sta per raggiungere uno dei due, Lyla ha però un'allucinazione e colpisce per errore un suo collega.

In seguito al malfunzionamento, Lyla viene immediatamente portata nel XXIII secolo per essere processata. Il produttore di droidi Odin Eidolon manda così a chiamare Paperinik, attraverso l'avvocato Eugene Photomas, affinché possa presenziare al processo. I due si incontrano nell'ufficio del Governatore di Paperopoli.
Qui Paperinik viene a sapere che il processo è stato voluto da Sean Gottfresh, una personalità molto influente e ricca nella Paperopoli del futuro. Gottfresh è candidato alla carica di Governatore di Paperopoli e ha basato la sua campagna elettorale sulla lotta ai privilegi degli androidi. Il processo è dunque un'occasione ottima per screditare l'attuale Governatore, molto legato ad Eidolon e all'industria degli androidi.
Dopo la deposizione del principale tecnico delle Industrie Eidolon e creatore della serie 5Y (a cui Lyla appartiene), Leonard Vertighel, Photomas riesce ad ottenere una sospensione del processo di 24 ore. Eidolon a questo punto rivela i propri sospetti sulla "strana tempestività" del processo. PK si reca quella notte nella villa di Gottfresh, che sorprende in compagnia dei due cronopirati a cui la Tempolizia stava dando la caccia.
Dopo una breve colluttazione, Gottfresh confessa di aver architettato tutto l'incidente per poter screditare il Governatore in carica e le Industrie Eidolon. Il candidato però si definisce estraneo alla vicenda delle strane allucinazioni di Lyla (un uomo senza volto che le chiede di ricordare). Il dialogo viene interrotto dall'arrivo delle forze dell'ordine che traggono in arresto PK per violazione di domicilio, anziché i criminali.
Sul vettore, PK incontra nuovamente Photomas e il Governatore. Quest'ultimo sembra essere però più interessato alla registrazione della confessione di Gottfresh, non valida a livello giuridico in quanto ottenuta sotto minaccia, ma comunque utile per screditarlo come potenziale candidato. Intenzionato a scagionare sé stesso e Lyla, PK costringe con le maniere forti il Governatore a rilasciare un'autorizzazione per una visita approfondita per Lyla.
Durante la visita si scopre la causa delle allucinazioni: un "biochip" impiantatole nell'equivalente umano della "sfera delle emozioni". PK va a cercare Vertighel a casa sua per chiedere spiegazioni. Vertighel ammette di aver impiantato quel biochip su vari droidi della serie 5Y, da lui considerata la migliore creata. L'obbiettivo però non era quello di creare un esercito personale, ma qualcosa di più etereo.
Vertighel afferma di avere già conquistato il mondo con il design dei suoi modelli, di avere imposto alla Terra "l'immagine del futuro". Lyla era il suo tentativo meglio riuscito di costruire "la donna ideale". Vertighel accusa PK e i suoi amici di aver rovinato tutto e dà fuoco per errore al suo laboratorio, ormai vistosamente preda della disperazione e della follia. Le fiamme avvolgono ben presto l'intera villa del malvagio Vertighel, che sembra non sopravvivere al rogo, mentre PK si salva per un soffio.
Chiarito l'incidente e rimosso il biochip, Lyla viene scarcerata ed è libera di tornare al XX secolo insieme al suo amico Paperinik.

## Vuoto di memoria
- Copertina: Claudio Sciarrone e Max Monteduro (disegno), Fiorenza Gallazzi (lettering).
- Storia principale: Tito Faraci (soggetto e sceneggiatura), Francesco Guerrini (matite e chine).
- Trama: Piccoli incidenti informatici si stanno verificando in tutto il mondo: prenotazioni sbagliate, malfunzionamenti di apparecchiature elettroniche (anche alla Ducklair Tower)... e un giovane ricercatore neozelandese, Adam Mood, che cerca invano di sfuggire a qualcuno. Qualcosa di grosso sta avvenendo in Nuova Zelanda, tanto che Angus Fangus viene espressamente richiamato in patria da sua madre Rangi, affinché possa partecipare (insieme a Paperinik, venuto a conoscenza della chiamata con metodi... poco ortodossi) all'Assemblea del clan Fangus.

Dietro tutti questi piccoli incidenti c'è il miliardario senza scrupoli Fenimore Cook, questa volta affiancato da un nuovo braccio destro: lo scienziato dottor Ewan Loke. I due stanno realizzando, secondo quanto trapelato attraverso Mood (astro nascente dell'informatica del clan Fangus), un progetto criminale "che potrebbe sconvolgere gli equilibri mondiali". Mood è stato catturato mentre cercava di far arrivare al clan le prove di questo progetto.
Paperinik e Fangus vengono dunque investiti dall'Assemblea del compito di individuare la fortezza dove Cook e Loke sono rifugiati, salvare il giovane Mood e stroncare il piano criminale. Mentre i due iniziano la loro marcia di avvicinamento alla fortezza (complicata da strani malfunzionamenti di Uno), Loke spiega il suo piano a Mood.
I piccoli incidenti informatici che stanno avvenendo nel mondo sono tutti causati da "Omega", un virus informatico mutageno molto potente ed insidioso, che sta lentamente ed inesorabilmente infettando tutta la rete informatica mondiale, sfruttando la sempre maggiore espansione della rete. L'obbiettivo finale è creare il caos informatico, per poi ricattare il mondo intero in cambio dell'antivirus.
Nel frattempo, Pk e Fangus si sostituiscono a due camionisti che lavorano per Cook, scoprendo in un bar che i suoi dipendenti non sono ben visti dal resto della categoria. I due riescono a scappare dal bar per il rotto della cuffia, anche in seguito ad un intervento molto inopportuno di Uno (ormai infettato dal Virus Omega). Il papero mascherato e il giornalista neozelandese raggiungono dunque la fortezza e, seppure in maniera rocambolesca, liberano Mood e fuggono dalla base. Durante la fuga, Mood rivela a Pk e Fangus i piani di Cook.
La liberazione è stata facilitata dal disinserimento degli allarmi deciso da Loke, intenzionato a dimostrare quanto Cook abbia bisogno della sua presenza. I tre vengono facilmente individuati ed intercettati dai mercenari armati di Cook, che li ingaggiano in uno scontro armato. Quando Pk e i suoi alleati stanno per avere la peggio, gli Hot Trucks (la banda di camionisti con cui Pk e Fangus si erano "incontrati" prima) intervengono nello scontro, ribaltando la situazione.
Una volta operati i necessari chiarimenti, Paperinik torna alla Ducklair Tower con una copia dell'antivirus e resetta il suo amico Uno. L'antivirus viene diffuso nella rete, Loke e larga parte dell'organizzazione vengono arrestati, ma ancora una volta Fenimore Cook riesce a farla franca.

## Crepuscolo
- Copertina: Claudio Sciarrone (disegno), Max Monteduro (colori), Fiorenza Gallazzi (lettering).
- Storia principale: Francesco Artibani (soggetto e sceneggiatura), Marco Forcelloni (matite), Marco Forcelloni e Luciano Milano (chine).
- Trama: Uno scopre che l'unità cronale che Pk ha riportato dal futuro (vedi PKNA #14) non è inservibile come sembra, e la usa per costruire un'altronave con cui riportare Urk al suo pianeta natale. Pk decide di accompagnare l'amico nel suo viaggio, ovviamente dopo aver inserito nello scudo extransformer un dispositivo di rientro per tornare nel suo mondo.

Arrivato al suo villaggio, Urk scopre che la sua dolce sorella Zeryn è stata rapita dai vichinghi, in quanto impegnata nello sviluppo di un'arma segreta chiamata Ragnarǫk (dal termine che identifica il "crepuscolo degli dei" della mitologia norrena). L'indiano Kiltor, sedicente fidanzato di Zeryn, vuole salvare la ragazza e chiede a Urk e Pk di aiutarlo. Superato l'oceano, il loro aereo precipita: Urk e Pk si salvano, ma Kiltor è disperso, e, come se non bastasse, Pk ha perso lo scudo e si trova quindi bloccato nella dimensione di Urk.
Dopo varie disavventure, i due penetrano nella base vichinga (un antico castello) travestiti da soldati; trovano Zeryn, ma anche delle brutte sorprese. Riappare infatti Kiltor, che non è il fidanzato di Zeryn, ma un furbo doppiogiochista al soldo dei nemici: unico scopo della falsa "spedizione di salvataggio" era rubare lo scudo Extransformer di Pk e offrire all'Impero Vichingo la possibilità di conquistare infiniti universi. Interviene però Zeryn, che spiega al fratello la vera natura di Ragnarok: un'energia potentissima ottenuta unendo la scienza con la stregoneria indiana, e che lei ha accettato, nonostante il pericolo che ciò comporta, di custodire "dentro il suo stesso corpo".
La ragazza libera l'energia di Ragnarok, uccidendo tutte le Creature (i mostri creati dai vichinghi, vedi PKNA #11) e provocando una reazione a catena che distrugge tutta la base. Per Zeryn, ormai priva di energia, sarebbe la fine se non fosse per l'intervento di Urk e Pk che la salvano un attimo prima del crollo del castello (recuperando anche lo scudo di Pk). Il comandante della base, il malvagio barone vichingo Harald Hasting, non scappa perché vuole recuperare un disco con i dati prelevati dallo scudo, ma un'esplosione lo travolge, senza che sia chiaro il suo destino.
Prima che Pk torni nel suo mondo, Urk, impavido guerriero improvvisamente diventato rosso come un peperone, gli consegna una lettera di addio per la dolce Lyla, in cui le confessa i suoi sentimenti.

## Fuoco incrociato
- Copertina: Corrado Mastantuono (disegno), Max Monteduro (colori), Fiorenza Gallazzi (lettering).
- Storia principale: Tito Faraci (soggetto e sceneggiatura), Lorenzo Pastrovicchio (matite), Lorenzo Pastrovicchio e Lorenzo Chiavini (chine).
- Trama: Spazio. Un'astronave evroniana sta trasportando dei prigionieri verso il Pozzo, il pianeta-carcere. I quattro criminali però riescono a fuggire dalle loro celle e a prendere il controllo della nave.

Paperopoli. Un grosso robot sta seminando il panico in città. Paperinik, a bordo della Pi-Kar, interviene, ma una misteriosa navicella, tramite un raggio traente, preleva sia Paperinik che il robot. Quest'ultimo era un espediente per attirare l'eroe, in quanto la Scure, organizzazione segreta del piccolo stato europeo di Stahlburg, guidata da Viktor Darko, ha bisogno di lui: una nave Evroniana si è schiantata al suolo, e da allora ha ingaggiato lo scontro tra gli alieni, e la Scure.
Nel frattempo, il glorioso (e ormai malridotto) incrociatore Centurian si sta dirigendo verso la Terra. L'ammiraglio Argon è il vero responsabile di tutto: ha provocato lui stesso l'evasione, in modo da poter fare bella figura al suo incrociatore in un pianeta che Evron fatica a conquistare. A bordo della nave vi sono quattro ribelli: Tarkoz (un ergoniano, di aspetto simile a un evroniano a forma di uno pterodattilo), T99 (forma di vita basata su microcircuiti, proveniente dal pianeta Soma-Sintex), e Yak e Kurg (del pianeta Vanium, dove le due razze, i piccoli e astuti nimoidi e i forzuti e ingenui mastonti, vivono in simbiosi). Ma tra di essi vi è una talpa di Argon.
Un segnale criptato infatti era stato inviato dall'astronave all'incrociatore, il quale riesce appunto a scovarla. Un guasto però costringe il Centurian a fermare il suo attacco, ed Argon lo maschera come un ultimatum dato a Stahlburg per la consegna dei ribelli.
Paperinik decide di andare dai ribelli, disarmato. I quattro sono atterrati in quella zona poiché solo lì vi sono miniere di tetranium, minerale in grado di riparare lo stabilizzatore di rotta, distrutto durante la loro fuga. Paperinik rivela loro della presenza di un traditore, e del segnale, poiché Uno era riuscito a captarlo. Kurg ricorda di aver visto l'ergoniano trafficare con le comunicazioni, ma in quel momento PK riconosce la sua voce: è Kurg la spia di Argon. Il mastonte inizia a combattere contro i compagni.
L'incrociatore sta attendendo la capsula di salvataggio, contenente Kurg e i compagni messi fuori combattimento. La capsula entra all'interno della nave, e subito esplode, costringendo l'incrociatore alla fuga. In realtà, durante lo scontro, Yak, e la sua grande amicizia con Kurg, lo avevano risvegliato dal condizionamento mentale fattogli dagli evroniani, e T99 aveva preparato l'esplosivo. Stahlburg fornisce ai ribelli il tetranium per ripartire, così che possano unirsi alla resistenza contro gli evroniani. Paperinik e Uno sono felici di sapere di non essere i soli a combatterli.

## Il tempo fugge
- Copertina: Claudio Sciarrone (disegno), Max Monteduro (colori), Fiorenza Gallazzi (lettering).
- Storia principale: Tito Faraci (soggetto e sceneggiatura), Ettore Gula, Roberta Migheli, Emilio Urbano, Graziano Barbaro, Nicola Tosolini e Stefano Turconi (matite e chine).
- Trama: L'androide Lyla e Paperinik danno la caccia a Malva e Vlad, due cronopirati che hanno il loro quartier generale in una villa nella Paperopoli del XX secolo. Subito è chiaro che qualcosa non quadra: ogni tanto delle misteriose voci fuori campo commentano gli avvenimenti e sembrano addirittura avere il potere di modificarli a loro piacere.

Malva e Vlad fuggono usando una cronovela particolare che consente solo di viaggiare indietro nel tempo, e i due eroi li seguono gettandosi nella loro scia tachionica. Catturarli non sarà facile, visto che, in qualunque epoca si trovi, Malva riesce sempre a costruire macchine da combattimento con quello che trova sul posto.
Dopo una breve visita alla Paperopoli del XIX secolo, i personaggi si spostano nel Medioevo dove danno vita ad un'epica battaglia, ma giunti nell'antica Grecia, dovranno temporaneamente allearsi per fronteggiare una strega. Da qui raggiungono la preistoria, dove devono vedersela con gli Evroniani (impegnati nell'arduo compito di coolflamizzare i dinosauri). Infine, arrivati al brodo primordiale, la caccia termina, e i nostri eroi possono finalmente tornare a casa.
Tramite un colpo di scena si apprende che tutto quello che si è appena svolto non era reale, ma solo la puntata pilota della nuova stagione di Ritratto dell'eroe da giovane, la serie televisiva ispirata a PK, girata interamente in computer-grafica nel XXIII secolo, senza attori e senza troupe.
Le misteriose voci fuori campo erano quelle del regista Ducklas Styvesant e del tecnico che ha creato l'episodio, il quale auspica che in futuro non serva nemmeno la sceneggiatura: sarà il software a generare le storie elaborando le emozioni degli spettatori, lette direttamente dalle loro menti. Sty, che pure ha apprezzato molto l'avventura, è spaventato dalle possibili implicazioni di questa nuova tecnologia: per lui quello che fa non è solo intrattenimento, è arte. E che senso ha l'arte senza gli artisti?

## I mastini dell'universo
- Copertina: Claudio Sciarrone (disegno), Max Monteduro (colori), Fiorenza Gallazzi (lettering).
- Storia principale: Alessandro Sisti (soggetto e sceneggiatura), Claudio Sciarrone (matite e chine).
- Trama: Paperinik si sta godendo qualche ora di riposo guardando in anteprima la trilogia di Star Battles, quando Uno lo richiama in servizio: è riuscito a localizzare alcuni veicoli costruiti da Ducklair, strumenti in principio innocui ma a cui lo scienziato aveva aggiunto (come al solito) apparecchiature bellicose.

Mentre Pk, guidato via radio da Uno, effettua un sopralluogo all'interno di un'enorme scavatrice sepolta nel deserto di Paperopoli, l'eroe perde il contatto con l'intelligenza artificiale. Uscito, non si trova all'aperto, ma all'interno di un'astronave, comandata dal Colonnello Neopard, mercenario intergalattico che stava recuperando carcasse di mezzi di combattimento sulla Terra, e non si era accorto che nel veicolo fosse presente un essere umano. Non potendolo riaccompagnare subito sul suo pianeta, Neopard propone a Pk di aiutare lui, il sergente Q'Wynkennon, di tipo Mark 8, e la sua truppa di servocobattenti Mark 9 (ossia tutti robot, poiché le guerre non si combattono con esseri umani) in una missione pagata dalla Metarepubblica Poliplanetaria di H'HB, sulla base nemica del Graestoso Granducato Gralattico di Grilk.
Giunti sul posto, Pk riconosce degli Evroniani che sostengono il ruolo di "consiglieri militari" ai Grilkiani. Gli evron-eyes di guardia si accorgono di Neopard, Pk e i robot, e subito scaturisce uno scontro a fuoco in cui Pk riesce a salvare il tenente Q'Wynn, ma si fa catturare. Nonostante Neopard fosse contrario a far prevalere i sentimenti (ossia salvare un compagno) sulla razionalità (limitare le perdite), decide comunque di trarre in salvo Pk, sfruttando addirittura i suoi due nuovi Mark 12.
Raggiunto Pk, Neopard si accorge della loro situazione estrema, e decide così di arrendersi. Contemporaneamente si arrendono anche i Grilkiani, in quanto la loro riserva di energia è stata prosciugata. Ma i responsabili non sono né Pk né Neopard: in realtà l'Impero Evroniano aveva finto di aiutare Grilk, col solo scopo di studiarne la tecnologia e rubarne poi le riserve energetiche. In quel momento appare però la scavatrice di Duklair, guidata da Uno, che mette in fuga gli Evroniani. Questo perché la missione si stava svolgendo sulla Terra, e Neopard aveva lasciato credere a Pk di essere in uno sperduto universo, così da avere un motivato combattente in più. Grilk si dichiara sconfitto, e Neopard riparte per lo spazio, non prima di aver lasciato a PK, per eventuali casi di bisogno, un suo dépliant promozionale.

## Metamorfosi
- Copertina: Corrado Mastantuono (disegno), Max Monteduro (colori), Fiorenza Gallazzi (lettering).
- Storia principale: Bruno Enna (soggetto e sceneggiatura), Marco Palazzi (matite), Gianmarco Villa (chine).
- Trama: Xadhoom è sottoposta a un controllo psicofisico condotta da Uno, in seguito agli eventi di PKNA #17. Purtroppo Xadhoom, travolta dal peso dei ricordi, perde il controllo e fugge, provocando un black out e facendo scattare l'allarme della Ducklair Tower.

Xadhoom tenta di fermare un attacco da parte di un gruppo di Evroniani mutanti, ma la vista di un coolflame molto simile a Xari blocca la sua grinta. PK interviene, portandola in salvo, anche grazie ad altri Evroniani che richiamano all'ordine quelli mutanti facendoli ritirare.
Intanto Xadhoom subisce un'altra caduta emotiva e capisce di non poter riuscire a controllare i suoi poteri in queste condizioni. Così incomincia per lei la fase di "Metamorfosi", grazie alla quale riesce ad acquistare per un po' di tempo il suo aspetto da Xerbiana e una parte del suo vecchio carattere. Travolta da questi cambiamenti, accetta persino di uscire con Angus Fangus per assistere alla cerimonia che incoronerà il giornalista dell'anno.
Ma la cerimonia non andrà bene. Gli Evroniani mutanti, dopo aver risolto le loro diatribe con quelli normali, attaccano la Ducklair Tower dove si tiene la cerimonia e PK interviene. Purtroppo non riuscirà a impedire che Xadhoom venga colpita dal coolflame che somiglia a Xari. Fortunatamente l'arrivo di altri Evroniani, che riescono, con un induttore di comportamento, a far ritirare le loro versioni mutanti, dà tutto il tempo a PK per ritirarsi con Xadhoom, inseguito dall'ultimo Evroniano mutante rimasto, il generale Raghor.
Xadhoom riesce a riprendersi e, nel regolare i conti con Evroniano mutante, distrugge quattro piani della Ducklair Tower.
Infine viene fatto il punto della situazione: il coolflame non era Xari ma apparteneva a una razza aliena molto simile a quella degli Xerbiani. Per quanto riguarda Xadhoom, adesso lei sa che può provare altri sentimenti (oltre all'odio e alla rabbia) e che, se riuscirà a controllare meglio i suoi poteri, un giorno imparerà a riassumere la vecchia forma di Xerbiana a suo piacimento. Decide quindi di ripartire per il suo viaggio, stavolta alla scoperta di sé stessa.
Durante la storia, vengono descritte scene del passato di Xadhoom quando viveva su Xerba e del suo rapporto con Xari.

## Virus
- Copertina: Massimiliano Narciso (disegno), Max Monteduro (colori), Fiorenza Gallazzi (lettering).
- Storia principale: Gianfranco Cordara (soggetto e sceneggiatura), Andrea Freccero (matite), Gianmarco Villa (chine).
- Trama: Il generale Wisecube rivela a Paperinik che l'esercito possiede un virus in grado di far regredire gli Evroniani allo stato di spore, ma che i militari non vogliono usarlo subito. Lui non può fare niente al riguardo perché non è più il comandante del Dipartimento 51: al suo posto c'è Westcock, che nel frattempo è stato promosso generale.

Chiede dunque al papero mascherato di aiutarlo a rubare la preziosa arma biologica: con l'aiuto di Uno, confeziona un falso messaggio telematico che sembra provenire dallo stato maggiore, con il quale ordina l'arresto di Pk. Il neo-generale Westcock esegue prontamente, così Pk può entrare nella base. Il fattorino Ziggy, però, ha casualmente assistito all'arresto, così chiede alla sorella Mary Ann Flagstarr di aiutarlo ad intrufolarsi nel Dept. 51 per salvare Pk.
L'intrusione dei due, unita alla fuga di Pk dalla sua cella, genera una gran confusione, e gli Evroniani ne approfittano per attaccare la base: a questo punto Pk lascia perdere la missione e aiuta i soldati a respingere l'attacco alieno. Anche Wisecube approfitta della confusione andando a rubare il "virus", che si rivela però una bufala: il vero scopo del generale è impadronirsi di una cartuccia contenente tutte le prove della minaccia evroniana, nonché delle trattative in corso tra i militari e gli alieni.
L'esercito le tiene nascoste per non allarmare la popolazione, ma Wisecube, convinto che il mondo debba sapere, le divulgherà a tutti. Per raggiungere il suo scopo non esita a usare la violenza sulle guardie, coinvolgendo nei suoi piani anche il soldato Janson (vedi PKNA #6). Sulla sua strada incontra però Mary Ann e Ziggy: il giovane fattorino (che a suo tempo aveva lasciato la PBI perché odiava il clima di segretezza) vorrebbe appoggiare il piano del generale, ma la sorella cerca di convincerlo che tutto questo provocherebbe il caos. Ziggy dà retta a Mary Ann, prende in mano la situazione e ferma Wisecube, recuperando la cartuccia. Westcock arresta Wisecube, ma lascia libero Pk perché ha salvato la base dagli Evroniani.

## Fase due
- Copertina: Massimiliano Narciso (disegno), Max Monteduro (colori), Fiorenza Gallazzi (lettering).
- Storia principale: Alessandro Sisti (soggetto e sceneggiatura), Graziano Barbaro (matite), Marina Baggio (chine).
- Trama: A distanza di due anni dall'attacco evroniano che pareva averlo cancellato, Due, il malvagio elaboratore parallelo gemello di Uno, torna alla carica, sopravvissuto attraverso le banche dati degli incrociatori evroniani.

Ormai padrone dei mainframe dell'impero, Due decide di simulare l'esistenza di un'armata terrestre guidata da Paperinik per spingere gli evroniani ad organizzare un massiccio attacco con un enorme spiegamento di forze, ovviamente verso Paperopoli: l'elaboratore mette a punto un'arma ad impulsi elettromagnetici per liberarsi definitivamente di Uno.
Per essere sicuro che Uno non possa "ritrasmettersi" a sua volta come lui aveva fatto in passato, sfrutta i guastatori imperiali per creare il blocco informatico della città.
Per riuscire nel suo piano malvagio è costretto a sfruttare le immagini dei vari generali per convincere le loro truppe ad eseguire i suoi ordini, ma ben presto il suo complotto viene scoperto (grazie all'intervento di Uno, infiltratosi a sua volta nei sistemi informatici evroniani dopo aver eluso il blocco) e il sommo Zotnam decide di eliminarlo a causa della distruzione della flotta, causata dall'impulso elettromagnetico della sua arma (ancora una volta modificato da Uno).
È vano il tentativo di salvarsi con una navetta piena di banchi di memoria, che viene distrutta appena partita grazie ai cannoni degli alieni evroniani. La vignetta finale mostra che Due è riuscito a rifugiarsi sulla navetta dall'insegna ED, precedentemente utilizzata da Uno.

## Beato Angelico
- Copertina: Massimiliano Narciso (disegno), Max Monteduro (colori), Fiorenza Gallazzi (lettering).
- Storia principale: Davide Catenacci (soggetto e sceneggiatura), Lorenzo Pastrovicchio (matite), Alessandro Pastrovicchio (chine).
- Trama: Un misterioso uomo, che si fa chiamare "Beato Angelico", fa avere ad Angus Fangus delle documentazioni e fotografie sulle operazioni non chiarite del capitano Nimrod e della tenente Mary Ann Flagstarr, dell'P.B.I. (corrispondente dell'F.B.I.). Inoltre, Angus Fangus riceve anche un'immagine, però sfocata, di Xadhoom.

Davanti alle insinuazioni presentate dal reporter di Channel 00, il capo dell'P.B.I. risponde sospendendo dal servizio i due agenti menzionati da Fangus. Pikappa riesce però a chiarire la storia, scoprendo che Beato Angelico è proprio il capo dell'P.B.I.: Eric Jefferson Mitchell.

## Underground
- Copertina: Massimiliano Narciso (disegno), Max Monteduro (colori), Fiorenza Gallazzi (lettering).
- Storia principale: Augusto Macchetto (soggetto e sceneggiatura), Paolo Mottura (matite e chine).
- Trama: Rosto Gramash, incallito rapinatore e spietato trafficante d'armi, evade dal carcere di Sawshank, insieme ai suoi complici: Reo, un giovane e brillante cracker, e Lotar, un classico stereotipo del bandito grosso, forte e stupido; ad esempio chiama Lovecraft l'hovercraft. Durante la fuga per le fogne, nonostante l'eccellente pianificazione, vengono sorpresi dalla mareggiata sotterranea causata dal bucato tipico del sabato mattina. Durante questa ondata, il capogruppo Rosto viene trascinato via nelle profondità più oscure della rete fognaria.

Otto mesi dopo, il supereroe Paperinik indaga su una rapina avvenuta alla banca Countybank: mentre si dirige verso la banca, nota che ogni semaforo della zona è stato manomesso, creando così il caos nella città. Giunto sul luogo della rapina, il papero mascherato si rende subito conto della gravità del problema: l'intero caveau è infatti sprofondato nelle profondità della Terra. Il giornalista di Canale 00 Angus Fangus tenta come al solito di incolpare Pk, e nella sua assurda ricerca di scoop si ritrova di fronte ad un altro spettacolo incredibile: l'intero palazzo che ospita una gioielleria è sprofondato nel sottosuolo.
Secondo l'intelligenza artificiale Uno, dietro questi fatti c'è la stessa mano: gli sprofondamenti sono stati infatti causati da fughe di gas "pilotate", mentre il caos ai semafori è stato provocato dalla manomissione di cavi telematici sotterranei. L'autore dei misfatti è dunque qualcuno che ha grande familiarità con il sottosuolo, e proprio lì Uno e Pk organizzano una spedizione, che però si rivela un insuccesso completo: la mappa digitale fornita da Uno esaurisce rapidamente la batteria, inoltre il papero mascherato viene quasi investito dalla metropolitana.
In realtà, la deviazione del treno è stata provocata ad arte dalla banda di rapinatori, che altro non sono se non Rosto e i suoi compagni, fortunosamente ritrovatisi dopo i fatti di Sawshank. Rosto è rimasto profondamente turbato dagli otto mesi trascorsi "al buio tra i topi", e vuole vendicarsi di Angus Fangus, che con una sua inchiesta lo aveva fatto finire in prigione. I tre banditi penetrano nella Ducklair Tower passando attraverso la rete idrica (ed eludendo in questo modo i sistemi di sorveglianza di Uno) e rapiscono il kiwi giornalista. Paperinik insegue i criminali nel sottosuolo ma, costretto ad arretrare minacciato dalla pistola di Rosto, viene investito dalla inondazione del sabato mattina.
I tre evasi legano Angus ad un tubo, condannandolo alla morte, quindi fuggono. Il giornalista non si rassegna e picchia sul tubo per segnalare la propria posizione, ma invano, perché l'altissimo volume della discoteca sotterranea Undergrrround (che, ironia della sorte, è proprio quella i cui messaggi pubblicitari interrompono spesso i servizi di Angus) copre il rumore. Nel frattempo, il papero mascherato è stato tratto in salvo dagli abitanti dell'Undersito, un bizzarro gruppo di persone che hanno scelto di vivere nelle fogne guidati da uno strano personaggio di nome Esteban. Mentre gli abitanti del sottosuolo catturano Rosto (oramai completamente impazzito) ed i suoi due compagni, Pk va a disattivare l'impianto audio della discoteca: in questo modo riesce a trovare e salvare Angus, per poi ritornare in superficie a casa.

## La fine del mondo
- Copertina: [...]
- Storia principale: Gianfranco Cordara e Bruno Enna (soggetto e sceneggiatura), Andrea Freccero e Marco Forcelloni (matite), Andrea Freccero e Santa Zangari (chine).
- Trama: La storia alterna continuamente gli eventi del passato, avvenuti su Xerba al tempo della firma dell'accordo di pace fra gli Xerbiani e gli Evroniani, con quelli del presente.

È il giorno della firma dell'accordo di pace tra Xerba ed Evron. Il Consiglio Xerbiano ha approvato la mozione con un singolo voto di vantaggio (il consigliere Xermin); fortemente contrari si sono mostrati i membri Xari, Xado (che il giorno della firma si trova nello spazio, per il suo esperimento), e Xarion. Lo sbarco della delegazione evroniana è immediatamente seguito da un assalto armato: all'insaputa degli evroniani, non tutte le difese sono state abbassate. Un piccolo gruppo di scienziati fugge; tra loro vi sono Xari e Xarion. Xermin, catturato dagli evroniani, si rivela essere un temibile cacciatore mutaforma evroniano di nome Kravenn.
Paperopoli, pianeta Terra, oggi
Uno è finalmente riuscito a decodificare i codici xerbiani dell'astronave Antra. Scopre che da essa si è staccato un piccolo modulo di salvataggio, molto danneggiato, che dovrebbe arrivare sulla Terra a momenti. Nel frattempo, accanto alla discarica comunale si ode un'esplosione. L'operaio Earl, accorso sul posto, si allontana con l'aria stralunata e un misterioso medaglione al collo.
Xaletra, pianeta Xerba, passato
Kravenn, mutatosi in un diverso xerbiano, viene raccolto da un gruppo di sopravvissuti. Qui scopre che i consiglieri rimasti si stanno dirigendo verso le montagne di Xialadon: dopo aver coolflamizzato per errore il consigliere Xarmin, viene inviato verso i monti. Gorthan ha bisogno di Xarion, ultimo sul pianeta a poter aprire i bacini energetici di Xerba.
Paperopoli, pianeta Terra, oggi
Dopo un comico assalto evroniano in uno zoo, Pk viene spedito a controllare un misterioso avvistamento alieno.
Montagne di Xialadon, pianeta Xerba, passato
Kravenn ha assunto l'aspetto di Xarmin e raggiunto gli ultimi superstiti. Xari apre l'accesso a una vecchia miniera, che nasconde tre gigantesche astronavi-arca. Gli evroniani giungono alle miniere, ma Xari rimane a terra per rallentarli.
Paperopoli, pianeta Terra, oggi
Dopo un rocambolesco fallimento, Pk si accorge di essere seguito da qualcosa che indossa un esoscheletro mimetico.
Atmosfera di Xerba, passato
Un solo colpo evroniano basta a distruggere l'astronave Xabra. La Xenia e l'Antra si dividono. Kravenn è riuscito a salire a bordo dell'Antra: mentre l'equipaggio fa rotta per la Terra, il cacciatore inizia a sterminare l'intera astronave.
Paperopoli, pianeta Terra, oggi
Pk si dirige verso un grosso trasformatore, sperando che il suo campo elettromagnetico metta fuori uso l'esoscheletro del suo inseguitore.
Anelli di Saturno, passato
Xarion raggiunge una scialuppa, grazie al sacrificio del capitano e degli ultimi passeggeri.
Paperopoli, pianeta Terra, oggi
Il piano funziona a perfezione. Pk si prepara a vedere chi si nasconde nell'esoscheletro.
Anelli di Saturno, passato
La scialuppa di Xarion è gravemente danneggiata. Kravenn si è infiltrato a bordo, ma Xarion riesce a gettarlo nello spazio, non prima di avergli strappato il medaglione tracciante.
Paperopoli, pianeta Terra, oggi
Un ammaccato Xarion emerge dall'esoscheletro. Sperava di farsi riconoscere, ma il piano di Pk glielo ha impedito. Pk gli accenna ai suoi incontri con Xadhoom, mentre Xarion gli presenta un datadisk con i punti deboli degli evroniani (che ha studiato durante il lunghissimo viaggio di arrivo). Purtroppo le emissioni elettromagnetiche lo hanno reso illeggibile: il consigliere decide di ritornare sull'Antra, dove esiste una copia del database. Con questa nuova ragione di vita, Xarion decide di ripartire.
Nella cintura di asteroidi, Kravenn galleggia in attesa, ancora vivo...

## Il giorno che verrà
- Copertina: Massimiliano Narciso (disegno), Max Monteduro (colori), Fiorenza Gallazzi (lettering).
- Storia principale: Francesco Artibani (soggetto e sceneggiatura), Stefano Turconi (matite), Roberta Zanotta (chine).
- Trama: In seguito agli avvenimenti di PKNA #14 (Carpe Diem), Paperinik viene arrestato dalla Tempolizia e portato a Time Ø. Lì, a seguito di un processo già avvenuto al suo arrivo, gli viene assegnato Eugene Photomas come avvocato d'ufficio (il ruolo dell'avvocato, però, è solo velocizzare le pratiche successive alla sentenza). A causa delle molte attenuanti, si decide che Paperinik non debba passare il resto della vita in una cella cronostatica, ma che gli venga solo cancellata la parte di memoria riguardante l'Organizzazione, la Tempolizia e Lyla Lay. Pk si rifiuta, allora il Cronocomandante lo rinchiude in una cella finché non cambierà idea.

Durante la permanenza in cella di Pk, il Razziatore arriva alla Time Ø, inserisce una bomba collegata ai suoi circuiti vitali nel fulcro d'ingaggio (il punto a cui Time Ø è ancorata) e ricatta il Cronocomandante chiedendo la liberazione dei membri dell'Organizzazione prigionieri. Il Cronocomandante non ha scelta e libera cinque dei più pericolosi criminali dell'Organizzazione: Nash, Sledge, McCabe, Rage e Wells. Nonostante il parere contrario del Razziatore, la tempolizia libera anche Kronin, l'ex-Razziatore che era stato tradito dall'attuale Razziatore e che da dieci anni è richiuso in una capsula cronostatica. Subito dopo essere stato risvegliato, Kronin spara al Razziatore; le sue funzioni vitali si fermano per una frazione di secondo, quanto basta per fare esplodere la bomba e mandare Time Ø alla deriva.
Per creare un diversivo che distragga la Tempolizia, Kronin ordina a Nash (uno dei criminali liberati, che svolgeva le mansioni di ingegnere per l'Organizzazione) di aprire le celle, nelle quali è, però, detenuto il solo Pk. Il Razziatore descrive Pk come "un criminale pericoloso che è meglio non portarsi dietro" per convincere Kronin a farlo venire con loro e Pk sta al gioco. Raggiunta la sala di comando, Nash mette a punto un piano per creare un buco nero di modeste dimensioni (usando il reattore materia/antimateria della base) oltre il fulcro, in modo da far tornare indietro la stazione. Il Cronocomandante è indeciso se accettare o no ma Fulton, il suo secondo, prende il comando e guida Kronin, Nash e Sledge alla sala del reattore. Per avere un timer per la bomba, Kronin strappa la corazza del Razziatore e gli prende l'acceleratore tachionico che, però, regola tutte le funzioni interne del Razziatore. Dopo che Kronin è partito, Pk prende il controllo della situazione e cerca di anticipare Kronin all'alimentatore seguito dal Razziatore e dal Cronocomandante. Tuttavia, quando arrivano alla sala, la sonda è già stata lanciata. Kronin, che ritiene infattibile il piano di Nash, lo stordisce e fugge su una navicella.
Quando Time Ø arriva in prossimità del nucleo di polarità, Nash, che si rivela essere il progettista di Time Ø, coordina le operazioni per lanciare un cavo che possa fermare la stazione. Il cavo si impiglia a una sporgenza della stazione; allora il Razziatore, che senza acceleratore tachionico avrebbe avuto vita breve, decide di sacrificarsi per la salvezza di tutti gli altri. La storia si conclude con il rilascio di Paperinik e le dimissioni del Cronocomandante.

## Niente di personale
- Copertina: Massimiliano Narciso (disegno), Max Monteduro (colori), Fiorenza Gallazzi (lettering).
- Storia principale: Francesco Artibani (soggetto e sceneggiatura), Nicola Tosolini (matite), Nicola Tosolini e Nicola Morante (chine).
- Trama: La morte del Razziatore nel numero precedente ha generato una "linea temporale alternativa". Nel 2000, un commando terrorista noto solo come Terminus mette a ferro e fuoco Paperopoli. Un misterioso individuo affida ad Angus Fangus un dossier, che rivela l'identità segreta di Paperinik e sembra provare che Terminus sia lui. Tutti si coalizzano contro il papero, rifugiatosi nella Ducklair Tower. La torre esplode, crollando e (agli occhi di tutti) seppellendo Pk sotto le macerie. A causa dei suoi contatti con Paperinik, Lyla viene riportata nel futuro e disattivata; ma lo scandalo travolge l'intera Tempolizia. Il corpo si scioglie e il controllo del tempo viene affidato alla Century LTD, che in realtà è un satellite dell'Organizzazione, il cartello criminale che Pk ha già affrontate altre volte in passato.

Quindici anni dopo, Angus Fangus è diventato governatore dello stato del Calisota e mira alla presidenza degli Stati Uniti. Odin Eidolon e un misterioso bambino si introducono nei sotterranei ormai in rovina della Ducklair Tower, e qui trovano Paperino: è sopravvissuto al crollo dell'edificio, ma è diventato cinico e deluso da tutto e tutti, e non indossa più la maschera di Paperinik. Odin spiega che il bambino è il caro Trip, il figlio del Razziatore, prelevato da un momento appena successivo alla partenza del cronauta per Time Ø e per la missione che gli è costata la vita. Pk ha il dovere di custodirlo al sicuro: senza il "rapimento" da parte di Odin, Trip sarà cresciuto dall'Organizzazione e assumerà il nome di Grifone; e sarà proprio il Grifone a scatenare gli eventi che portarono alla caduta di Paperinik.
Sulla via del ritorno, Odin Eidolon viene catturato dallo stesso Grifone e da Newton. Si scopre che in realtà Odin e suo fratello Deugemo (ossia Due) sono i nuovi capi dell'Organizzazione, e che Odin ha fatto tutto questo solo perché mosso dai suoi sensi di colpa. Deugemo riprogramma il gemello, rendendolo inoffensivo.
Il giorno dopo Newton e il Grifone entrano nel rifugio di Pk, ma vengono scoperti e costretti a combattere. Pk e Trip fuggono con la Pi-kar, ma il Grifone distrugge la macchina dopo pochi chilometri. I due decidono di nascondersi nel Powerdome, il luogo dove Angus Fangus sta tenendo il suo discorso elettorale. Dopo essere stati inquadrati dalle telecamere e inseguiti dalla polizia, Pk e Trip tentano di rientrare nel rifugio, solo per essere scoperti dal Razziatore. Trip però non si fa ingannare e smaschera il Grifone. Quest'ultimo rivela a Trip che suo padre è scomparso, prima di iniziare un duro combattimento con Pk. Il Grifone sembra vincere, quando ad un tratto appare il vero Razziatore.
Infatti il rapimento di Trip ha fatto sì che il padre non partisse per Time Ø: la linea temporale alternativa inizia a svanire, mentre padre e figlio si ritrovano. Nel futuro, il Razziatore si infuria quando Trip afferma di voler diventare un supereroe come Pk, e decide di punirlo facendogli scrivere cento volte "Non farò mai il supereroe". Trip, prima di iniziare a scrivere, si getta il lenzuolo sulle spalle come un mantello da supereroe.

## Clandestino a bordo
- Copertina: Manuela Razzi (disegno), Max Monteduro (colori), Fiorenza Gallazzi (lettering).
- Storia principale: Francesco Artibani (soggetto e sceneggiatura), Manuela Razzi (matite), Donald Soffritti e Sonia Matrone (chine).
- Trama: È una notte tranquilla, ma gli eroi non dormono mai. Paperinik, infatti, è impegnato in una missione con Mary Ann Flagstarr. I due hanno appena catturato un gruppo di trafficanti d'armi quando Pk viene avvertito da Uno della presenza di Xadhoom sulla Terra. Quest'ultima ha appena distrutto un commando evroniano e accenna al supereroe di un "gran movimento di evroniani", per poi ripartire verso lo spazio. Pochi istanti dopo l'incrociatore evroniano Zermatt, sotto il comando dello spietato e ambizioso ammiraglio Monodon, giunge nello stesso luogo e da esso esce un piccolo gruppo di alieni, tra i quali spicca lo stesso ammiraglio. Mimetizzato, Paperinik ascolta i piani degli evroniani: intendono tendere una trappola a Xadhoom. Non potendo avvertire la xerbiana in alcun modo, e consapevole che perderà il contatto con Uno appena lasciata l'atmosfera, Pk decide di salire a bordo.

L'ammiraglio evroniano comunica con la stazione Acheron, dove si trova il misterioso "capoprogetto", il progettista della trappola, un dottore di razza non-evroniana che lo stesso Monodon mal sopporta. Ormai manca poco al completamento della trappola. Intanto, a tre quadranti di distanza, il ricognitore Carcharodon viene intercettato da Xadhoom ed è puntualmente spazzato via; Monodon invia molti caccia dall'incrociatore, con l'unico scopo di essere distrutti e rallentare il più possibile Xadhoom, dando il tempo agli archiatri della casta scientifica dell'incrociatore di ultimare la trappola. Pk, nel frattempo, ascolta la conversazione di due archiatri e comprende quale sia la trappola: Xadhoom sarà intrappolata in una camera di ergoemissione; quando tenterà di fuggire trasformandosi in energia, la camera trasmetterà quell'energia a una serie di boe, che la riverseranno nei serbatoi di Evron, il pianeta centro dell'Impero Evroniano. Pk viene scoperto dai soldati alieni e riesce a fuggire. Monodon, quando viene avvertito, rivela di essere stato al corrente del clandestino fin dalla partenza. Lo aveva ignorato per usarlo come ignaro ostaggio.
Pk si mimetizza in una squadriglia coolflames che viene condotta d'urgenza nella camera di ergoemissione ancora non funzionante. Tramortito l'archiatra di guardia e assunte le sue sembianze, l'eroe ordina ai coolflames di invertire la polarità di un cavo. Intanto Xadhoom pone sotto attacco la Zermatt, quando viene assorbita dalla camera di ergoemissione. Quando sembra che tutto avvenga secondo il piano degli Evroniani, i macchinari sabotati riassemblano Xadhoom pochi istanti dopo. Pk prova a chiamare l'aliena, ma, dimenticandosi di essere ancora travestito da evroniano, viene colpito dalla xerbiana. Paperinik decide così di abbandonare l'incrociatore, ormai spacciato. Anche Monodon ha raggiunto le stesse conclusioni. Incontrato l'ammiraglio, il supereroe sale insieme al nemico su una scialuppa, mentre la furia di Xadhoom distrugge totalmente la Zermatt.
Sulla stazione Acheron il capoprogetto si rammarica del fallimento, affermando di aver peccato d'improvvisazione. I suoi assistenti cercano di risollevarlo, affermando che l'imperatore manterrà la sua promessa e rivelando il suo vero nome: si tratta dello xerbiano Xari, l'amore rimpianto di Xadhoom. Dopo aver espulso dalla scialuppa l'ammiraglio e il suo secondo Keeran, lasciando loro delle tute per respirare e dei mezzi per chiamare i soccorsi, Paperinik attiva l'intelligenza artificiale addetta al pilotaggio, che rivela bizzarri comportamenti materni.

## Lontano lontano
- Copertina: Manuela Razzi (disegno), Max Monteduro (colori), Fiorenza Gallazzi (lettering).
- Storia principale: Augusto Macchetto (soggetto e sceneggiatura), Lorenzo Pastrovicchio (matite), Alessandro Pastrovicchio (chine).
- Trama: Paperinik è a bordo dell'astronave evroniana. Nel frattempo si svolge il Consiglio Imperiale degli Evroniani, presieduto dal malvagio Imperatore Evron undicesimo alla quinta, per decidere se continuare l'inseguimento della preda, ovvero Xadhoom, in vista del suo utilizzo nell'esperimento finale. Xari, nominato Capoprogetto dall'Imperatore, sta infatti preparando l'arma finale, ovvero l'Enthropiotron, da utilizzare contro la creatura, senza sapere che lei è in realtà una xerbiana, che lui ha conosciuto e amato come "dottoressa Xado",. In cambio potrà rivedere la sua gente e ottenere la libertà.

Accortosi che gli Evroniani stanno puntando su un pianeta specifico, Xari chiede di cambiare la rotta, sostenendo di aver notato un campo di particelle v-hil, o annichiloni. Gli Evroniani, infidi di natura, consultato l'Imperatore, che ordina di mantenere la rotta, chiedendo anche di aumentare l'andatura del pianeta, portandola a ben settanta varsec. Ciò genera un'onda gravitazionale di accelerazione che travolge Xadhoom, spegnendo il suo segnale (che gli Evroniani seguivano su un monitor), e anche Pk e la sua astronave.
Il pianeta specifico, a cui Xari si riferiva, è notato anche dall'astronave di Pk, che su esso fa rotta, ed altro non è che l'ultima colonia di rifugiati Xerbiana, diretta dal saggio Xerbal e organizzata come un vero, seppur piccolo, pianeta.
L'astronave di Pk precipita sul suolo del pianeta e l'eroe, scambiato come un nemico dagli Xerbiani, viene condotto a bordo dell'astronave xerbiana, proprio nel momento in cui arriva il pianeta Evron. Camuffato da asteroide, grazie a una proiezione invisibile, un planetoide, chiamata il Cuore dell'Impero Evroniano, giunge per piegare l'ultima popolazione xerbiana, col fine di rendere tutti gli xerbiani prigionieri. Scoppia quindi il conflitto sull'astronave xerbiana, dove gli ultimi rifugiati vengono sopraffatti dalla superiorità numerica delle forze evroniane, nonostante Pk, appena ripresosi, si batta al loro fianco.
Tutti gli Xerbiani vengono fatti prigionieri e condotti sul planetoide evroniano, e anche Pk si imbarca su di esso di nascosto, mentre l'Imperatore Evron XI5 ordina di distruggere l'astronave xerbiana. La distruzione avviene di fronte agli occhi pieni di lacrime dei superstiti, che decidono di reagire intonando un canto. Xadhoom vede la luce dell'esplosione da lontano e aumenta la sua andatura per raggiungerla, mentre Pk viene infine sorpreso da Xari chiudendo in maniera incredibilmente amara questa storia.

## Sotto un nuovo Sole
- Copertina: Manuela Razzi (disegno), Max Monteduro (colori), Fiorenza Gallazzi (lettering).
- Storia principale: Alessandro Sisti (soggetto e sceneggiatura), Corrado Mastantuono (matite e chine).
- Trama: L'invulnerabile Xadhoom distrugge gli incrociatori evroniani sul suo cammino e arriva sul pianeta in cui si erano stabiliti gli xerbiani superstiti, trovandolo ormai disabitato. In preda alla rabbia decide di distruggere il planetoide Evron. All'inizio, gli evroniani tentano di difendersi ma poi, improvvisamente, si ritirano lasciando scoperto e vulnerabile il planetoide. Mentre gli gira intorno, Xadhoom nota che gli Evroniani tengono in ostaggio la sua gente. In questo modo, lo spietato Imperatore Evron XI5 la convince ad arrendersi.

Intanto, all'interno del planetoide, Xari, PK e gli xerbiani hanno assistito a quanto appena avvenuto e Xari spiega loro che dopo la conquista di Xerba, alcune delle menti più brillanti erano state risparmiate dalla coolflamizzaziione perché avrebbero potuto essere utili ai fini di Evron XI5. Xari spiega che ora Xadhoom verrà rinchiusa nell'Enthropiotron, una macchina da lui stesso costruita che servirà a trasformare Xadhoom in una sorgente inesauribile di energia per il grande Imperatore Evroniano. Purtroppo Xari ignora il fatto che Xadhoom sia in realtà la dottoressa Xado, la xerbiana dispersa di cui era innamorato.
Mentre gli scienziati evroniani cercano di regolare l'Enthropiotron, Xari si reca dall'imperatore Evron XI5 con la richiesta di potergli concedere alcuni coolflames come premio per il suo operato e con la scusa di mostrare al popolo xerbiano "le delizie dello stile di vita evroniano", in realtà uno stratagemma per permettere agli xerbiani di decoolflamizarli usando le capsule di conciliazione e tentare così una rivolta contro gli evroniani. Poco dopo che i coolflames sono stati portati dagli xerbiani, Xari viene chiamato per regolare l'Enthropiotron, dato che gli scienziati evroniani non riescono a farlo funzionare. Xalya, graziosa e dolce xerbiana segretamente attratta da Xari, lo segue ed entra nell'Enthropiotron con l'intento di convincere Xadhoom ad emanare un po' di energia, da usare di nascosto per attivare il processo di decoolflamizzazione senza farsi scoprire. L'energia viene quindi immagazzinata e convogliata verso i macchinari che gli xerbiani useranno per la decoolflamizzazione, ma l'imperatore Evron XI5 decide di imprigionare Xari, ormai considerato inaffidabile. Fortunatamente PK riesce a liberarlo.
Tutto è pronto: i popoli prigionieri degli altri pianeti, ora decoolflamizzati, iniziano la rivolta. Per quanto lo stesso imperatore si batta ferocemente contro gli insorti, gli evroniani soccombono poiché gli alieni decoolflamizzati non subiscono più l'effetto delle evrongun. Nel frattempo Xadhoom è riuscita a distruggere l'Enthropiotron e, sotto lo sguardo incredulo di PK, decide di abbandonare la nave senza causare ulteriore devastazione per mettere definitivamente al sicuro il suo popolo. Gli xerbiani riescono così a conquistare un'astronave evroniana pronta a decollare e fuggono dal planetoide che sta collassando per la mancanza di energia. Alla fine la xerbiana si allontana con la sua gente ammirando insieme a PK il planetoide che, avvolto dalle fiamme, si inabissa nello spazio profondo sancendo apparentemente la fine dell'imperatore e della stessa Evron.
Tutto sembrerebbe essersi concluso per il meglio ma Xari e gli altri xerbiani vogliono far tornare Xadhoom al suo aspetto originale. Lei non è d'accordo e capisce che il suo popolo non vuole assolutamente diventare simile a lei ma desidera solo un nuovo posto da chiamare casa. Il pianeta in cui abitavano prima di essere catturati andrebbe bene ma gli manca un sole. A quel punto Xadhoom sa cosa fare per riscattare il debito che ha con tutto il suo popolo: deve loro una nuova vita e una nuova dimora.
Dopo aver immagazzinato la sua memoria in un congegno di fattura evroniana e averlo consegnato a PK, Xadhoom decide di andarsene dicendo addio al suo amato Xari, capendo che oramai sono troppo diversi l'uno dall'altra. Mentre gli xerbiani tentano di capire il motivo del suo gesto, un sole appare dal nulla e viene battezzato appunto Xadhoom sotto consiglio di PK, l'unico ad aver capito che l'eroina si è sacrificata per diventare il nuovo astro e dare nuova luce al popolo xerbiano anche se il povero supereroe è molto dispiaciuto dalla perdita della sua alleata.

## Nella nebbia
- Copertina: Emilio Urbano (disegno), Max Monteduro (colori), Fiorenza Gallazzi (lettering).
- Storia principale: Alessandro Sisti (soggetto e sceneggiatura), Emilio Urbano (matite), Davide Zannetti (chine).
- Trama: In un periodo di nebbia fittissima, lo zio Paperone assegna a Paperino il compito di pulire i gargoyle, le due grandi statue nere situate in cima alla Ducklair Tower. Il papero pensa subito di usare lo Scudo Extransformer, ma Uno gli propone invece di pulire lui stesso le statue con l'impianto automatico. Paperino sfrutta la pausa per guardare la televisione: c'è un programma in cui parlano di uno stregone malvagio di nome Ahrimadz, il quale sembra non essere come gli altri cialtroni. Casualmente, uscendo dalla DT, Paperino nota che il custode Moe sta guardando, imbambolato, un programma di Ahrimadz.

Quella sera, durante la ronda, Uno avvisa Paperinik che c'è un allarme proprio alla Ducklair Tower. È proprio Moe, che sta cercando di distruggere un gargoyle: Pk lo ferma e lo porta da un suo collega, Syd, che gli spiega che ultimamente Moe sembrava intontito e stralunato. Due tecnici che dovevano restaurare il gargoyle, si mettono invece a danneggiare anche l'altro. Nello stesso momento, Paperino trova una gran folla attorno ad un negozio di televisori, e dopo essersi fatto strada scopre la ragione della calca: Angus Fangus sta intervistando il mago Ahrimadz, il quale sostiene che i gargoyle che si trovano in cima alla DT devono essere rimossi. La gente è d'accordo e va a chiamare il sindaco, il quale riesce a convincere Paperone ad accettare.
Paperino torna alla Ducklair Tower e qui incontra il mago in persona, che tenta di ipnotizzarlo: ma Paperino resiste, poiché qualcuno (si riferisce a Everett Ducklair, incontrato in PKNA Speciale 97) gli ha insegnato a difendersi da questo tipo di insidia. Intanto il sindaco è giunto alla torre, e i suoi uomini stanno asportando i gargoyle: la rimozione della prima statua attiva però un sensore che avverte Uno della minaccia. Allora Paperino, nei panni di Pk, cerca di fermare gli operai, ma ad un certo punto qualcosa lo trattiene. Allora Uno manda in suo soccorso i suoi automi di manutenzione - opportunamente "riverniciati" - che riescono a fermare gli operai.
A questo punto Uno spiega a Paperinik la minaccia rappresentata dalla rimozione dei gargoyle: la Ducklair Tower è alimentata da "flussi ergogeo-dinamici", correnti di energia tali da deformare il tessuto della realtà: l'attrito fra i "piani di stabilità" crea una faglia confinante con una diversa configurazione dello spaziotempo. Il pericolo è che le misteriose entità che vivono in questo mondo alternativo (una dimensione parallela che Uno definisce "di pseudo-esistenza") potrebbero attraversare la faglia per penetrare nel mondo reale: i gargoyle sarebbero stati creati da Everett Ducklair come sentinelle per scongiurare questo rischio.
Da una registrazione dell'intervista, Uno e Pk scoprono che non era in diretta: tuttavia, in essa, Ahrimadz fa già riferimento all'attacco di Moe alla statua. Dal momento che in teoria non avrebbe potuto saperlo, Uno e Pk si rendono conto che l'unica spiegazione è che sia stato il mago stesso a inviare Moe in cima alla torre. Interviene la polizia, e i sensori di Uno avvertono energie sconosciute all'esterno della DT. Allora Pk decide di contattare Everett via telepatica.
Ahrimadz inizia a distruggere personalmente i gargoyle, ma Paperinik interviene per fermarlo. Ahrimadz gli racconta la sua storia: una volta, nel suo mondo, tra le montagne dell'Asia, la magia era rispettata, ma ora non più, perché la cultura occidentale lo ha "invaso". Per questo il mago vuole realizzare uno "scambio equo", lasciando che gli esseri sovrannaturali provenienti dalla dimensione parallela invadano Paperopoli.
Uno, che si è costruito un "globo" semovente dotato di braccia meccaniche, blocca Ahrimadz, prendendolo alle spalle, ma lo stregone riesce a liberarsi. Paperinik tenta allora di colpirlo con il crasher, ma Ahrimadz lo distrugge. Uno allora attacca il mago con un'arma fantascientifica di sua creazione, il "rifrattore pandimensionale", ma il mago diventa semitrasparente e il raggio lo trapassa, colpendo il secondo gargoyle, che viene distrutto. Dal nulla appare un "portale dimensionale", da quale esce una mano mostruosa che distrugge il globo semovente di Uno (tuttavia l'intelligenza artificiale riesce a disconnettersi dal globo appena in tempo per evitare che venga danneggiato anche il mainframe).
A questo punto interviene Everett Ducklair, che ha ricevuto il messaggio di Pikappa, e colpisce Ahrimadz con un "arcano aggressivo del terzo livello" (una delle "tecniche mistico-marziali" da lui apprese), ma il mago scompare e riappare alle spalle di Ducklair, colpendolo. Tutto sembra perduto, ma improvvisamente appare il priore di Dhasam-Bul, che, grazie anche alla forza spirituale di tutti i suoi monaci, riesce a chiudere il portale: ma prima che il varco si chiuda, una delle creature mostruose afferra Ahrimadz e lo trascina via (più tardi, nel monastero, il priore spiegherà a Everett che Ahrimadz ora si trova intrappolato in una realtà intermedia tra la sua e la loro).
Nel finale, Paperone annuncia a Paperino che sono stati appena installati due nuovi gargoyle, a spese del Comune di Paperopoli.

## Cronaufragio
- Copertina: Lorenzo Pastrovicchio (disegno), Andrea Cagol (colori), Fiorenza Gallazzi (lettering).
- Storia principale: Alessandro Sisti (soggetto e sceneggiatura), Marco Gervasio (matite), Marco Gervasio e Luciano Milano (chine).
- Trama: Seamus Symorian, uno scienziato del XXIII secolo, sta facendo un esperimento extratemporale, ma qualcosa va male ed è costretto a rigettarsi sulla linea temporale, però non può stabilire in che epoca.

Duecento anni prima, Charlie Delta e Francisco de Gamma stanno per venire condannati per millantato credito, danneggiamento e resistenza, quando arriva una lettera che scagiona subito i due imputati. La lettera è stata mandata dal fratello maggiore di Charlie Delta, Bravo Delta, il quale li viene a prendere subito fuori del tribunale e li accompagna a casa dei "Delta", dove incontrano il sergente Duke Delta e la sergente maggiore Thelma Herczig, genitori di Charlie e Bravo.
Prima di pranzo entra la sorella maggiore Alfa Delta, del servizio segreto della marina militare. Tutta la famiglia Delta, lavora per la F.A.T.A. (Federal Advanced Technology Agency), immaginaria agenzia di controllo delle tecnologie avanzate.
Intanto alla Ducklair Tower, Angus Fangus trova il professor P.Kaap, cioè Paperinik travestito con un ologramma. Si spaccia per un professore di Avunculogratulazione meccanica ed ha un microscopico studio al 150º piano ricavato da Uno che contiene solo un ascensore per raggiungere il 151º piano, il piano segreto.
Dopo pochi minuti suona alla porta Lyla Lay, con l'agente speciale della Tempolizia Ray Pantha. Il tempoliziotto spiega a Pikappa il motivo della visita: gli strumenti di Time Ø hanno localizzato un cronaufrago in quell'epoca, con un "grado di tolleranza" di un anno. Lyla supplica Pk di ospitare Pantha per facilitargli il compito e il papero mascherato, dopo un attimo di esitazione, accetta. Per uscire Pantha utilizza un gadget della sua tuta, trasformandosi in un normale cittadino, anche lui con un ologramma.
A casa Delta, dopo pranzo, Bravo rivela a Charlie e Francisco di non averli liberati per amore fraterno, ma perché lo aiutino ad impadronirsi delle armi fantascientifiche facenti parte dell'arsenale di Paperinik. Il colloquio tra i tre si svolge dentro l'armadio a muro della camera di Bravo: il motivo è che tutti i membri della famiglia Delta amano spiarsi a vicenda, e Bravo non vuole assolutamente che madre, padre e sorella origlino la conversazione (anche se le sue precauzioni si riveleranno inutili, in quanto i parenti riescono ugualmente a spiarlo).
Paperino spegne l'ologramma per salire sulla sua 313 e parte, insieme a Lyla e Pantha, parte per una meta imprecisata. Durante il tragitto, i tre ipotizzano che il cronaufrago voglia costruire un tempofaro per farsi rintracciare dalla Tempolizia. L'unico posto dove potrebbe aver trovato i pezzi per fabbricarsene uno è un negozio chiamato "Il paradiso della valvola muonica". Giunti sul posto, vedono un personaggio che dà loro le spalle: Ray nota che assomiglia molto al professore e, pensando che si tratti proprio della persona che sta cercando, rivela di essere un agente della Tempolizia. Solo allora la persona si volta: non è il cronaufrago, ma un pazzo criminale che vuole distruggere Paperopoli.
Paperino vorrebbe affrontare l'avversario, però non ha né costume né armi: allora Uno riprogramma il suo oloproiettore, sperando che la sola vista di Paperinik riesca a spaventare il criminale. Ma il piano non ha successo: allora Pk prende uno dei macchinari che ci sono lì attorno, facendolo passare per un'arma. Anche questa mossa si rivela inutile, in quanto il criminale riconosce subito in quell'oggetto un innocuo macchinario per l'avunculogratulazione meccanica. Uno decide allora di spedire a Pk lo scudo Extransformer con il comando a distanza, ma prima che l'arma giunga a destinazione, Pantha spegne il proprio oloproiettore - rivelando il suo vero aspetto di agente della Tempolizia - e arresta il delinquente.
A quel punto entrano Delta e Gamma, ma proprio in quel momento arriva volando lo scudo Extransformer: l'arma di Pk colpisce uno scaffale, che cade travolgendo i due aspiranti uomini in nero. Allora Lyla trasporta i suoi due compagni indietro nel tempo di tre minuti e fuori del negozio. Qui Lyla fa notare al maggiore di aver mostrato la tecnologia del XXIII secolo a persone del XX secolo, ma Ray non l'ascolta.
Delta e Gamma riescono a seguire gli spostamenti di Paperinik usando un tracciatore: non sanno però di essere a loro volta pedinati da Alfa (che ha intercettato il segnale del loro tracciatore) la quale a sua volta è "intercettata" e seguita dal padre, che a sua volta è pedinato dalla moglie.
Intanto Pk, Lyla e Ray proseguono la loro ricerca a bordo della Pi-Kar. Paperinik capta un segnale radio che avverte di qualcosa che entra nell'atmosfera, ma arrivati sul luogo scoprono, ancora una volta, che non è il cronaufrago che stanno cercando, e si trovano di fronte ad un nuovo pericolo: Ray ordina a Lyla una translazione, che li libera dal guaio.
Gamma e Delta, dopo aver perso il segnale, lo ritrovano dalla parte opposta della città, ma dopo un po' di inseguimento il loro tracciatore si fonde.
Intanto Pk, Lyla e Ray devono ricorrere alla "procedura di emergenza", che consiste nel cercare su qualsiasi mezzo di informazione un indizio che possa indicare la presenza del professore Symorian: scoprono così la presenza, in città, di invenzioni anacronistiche. Secondo Ray, si tratta di apparecchiature che dovrebbero essere lanciati sul mercato decenni dopo: i tre capiscono che solo Symorian può averle introdotte, e sospettano che il professore non voglia affatto essere ritrovato, ma desideri rimanere nel XX secolo ad arricchirsi vendendo tecnologia del futuro. Si dirigono dunque alla sede della Futurware, la ditta che produce queste invenzioni, e notano che c'è troppa sorveglianza per un'azienda così piccola. Scoprono che dentro la fabbrica c'è veramente il cronaufrago, anche se i proprietari della ditta pensano che sia un alieno (hanno infatti trovato le apparecchiature fantascientifiche dentro la sua macchina del tempo, da loro scambiata per un'astronave).
Pikappa e Pantha intervengono (ma senza Lyla); anche Delta e Gamma però hanno raggiunto la Futurware, e pensano che la fabbrica nasconda l'arsenale che stanno cercando, dunque decidono di intervenire anche loro (ma la loro comunicazione viene intercettata da Alfa, che viene intercettata da Duke, che viene intercettato da Thelma).
Ray sta per fare un buco sul soffitto dell'azienda, quando interviene la marina di Alfa, che però viene a sua volta fermata dall'Intelligence interforze di proprietà dei genitori. Tutti cominciano a sparare, allora Lyla entra nell'azienda e trova la navetta del professore. Mette a posto delle parti che non funzionavano e blocca il tempo, tranne che per lei, il professore e Pk, grazie ad un "generatore di tempo soggettivo".
Dopo le presentazioni, Lyla e Symorian riportano tutti i macchinari del professore dentro la navetta e partono "risbloccando" il tempo. Sul posto restano Pk e Pantha, accerchiati da una squadriglia di uomini armati: Paperinik si giustifica sostenendo di essere in missione segreta (e accusa i militari di averla interrotta) insieme a Pantha, anche lui un agente segreto. Gli agenti della F.A.T.A. non si fidano e gli chiedono il suo tesserino: Pk li convince mostrando il cartellino falso creato dalla Tempolizia per il maggiore. Allora tutti vanno via delusi, compreso il proprietario della Futurware.
Di ritorno alla DT, Ray Pantha trova Lyla con il suo diretto superiore Heich Gewells, che lo degrada per il comportamento sconsiderato tenuto durante la missione.

## Un solo respiro
- Copertina: Manuela Razzi (disegno), Andrea Cagol (colori), Fiorenza Gallazzi (lettering).
- Storia principale: Bruno Enna (soggetto e sceneggiatura), Paolo Mottura (matite e chine).
- Trama: Una ragazza che fugge in un aeroporto affollato, seguita da tre biechi individui in nero, non può lasciare indifferente Ziggy, il fattorino di Canale 00. Con una serie di mosse di karate, Ziggy mette fuori combattimento gli inseguitori e porta la ragazza al sicuro a casa sua.

Presentatasi a Ziggy con il nome di Jana, la misteriosa ragazza non fa in tempo a notare le strane abitudini del giovane (che è solito appendere la biancheria ai ripiani del frigorifero) che gli inseguitori sono di nuovo alle loro costole. Si tratta della Factory, una non meglio precisata organizzazione paragovernativa guidata da Max Froud, un uomo dal pizzetto biondo e dai capelli legati a coda di cavallo. I due riescono a fuggire, rifugiandosi in casa della sorella di Ziggy, Mary Ann Flagstarr.
Nonostante l'aiuto di Paperinik (messo al corrente della vicenda da Uno), alcuni agenti della Factory irrompono in casa di Mary Ann, guidati da un misterioso individuo: un uomo imponente dalle incredibili capacità telecinetiche. Jana riesce a fuggire grazie a Pk, ma Froud sembra accontentarsi di prendere come ostaggi Ziggy e Mary Ann Flagstarr.
Paperinik e Jana si rifugiano al 151º piano della Ducklair Tower, dove la ragazza racconta ad Uno la sua storia. Diventata hostess per la passione per il volo, Jana era venuta a conoscenza della Factory tramite Froud stesso nel bar di un aeroporto. Ammaliata da Ethan, aveva deciso di firmare il contratto e di diventare parte di questo progetto segreto, inteso a sviluppare le facoltà paranormali delle persone mentalmente dotate, apparentemente per "promuovere la pace nel mondo".
Su una sperduta isola greca, Jana aveva cominciato così gli allenamenti e i test per migliorare le proprie capacità fisiche e mentali. Una sera, a passeggio con il suo compagno Ethan, era stata portata a visitare le antiche rovine dell'isola, con i suoi bassorilievi mitologici raffiguranti uomini e donne dalle capacità eccezionali.
In quella occasione, Ethan si era rivelato a Jana per quello che era: un pazzo ossessionato dall'idea di poter essere, grazie ai suoi poteri, una divinità adorata dalla gente, così come gli antichi greci adoravano i loro dèi. Jana avrebbe voluto parlare a Froud dei deliri di onnipotenza di Ethan, ma, compreso che i due erano in accordo, aveva deciso di fuggire e lasciare l'Europa, approdando per caso a Paperopoli.
Uno decide così di utilizzare un macchinario ideato dal suo padrone, Everett Ducklair, per trasferire le capacità mentali di Jana su Pk, in modo tale che l'eroe riesca ad affrontare Ethan (Jana non può farlo a causa di un condizionamento mentale che le impedisce di attaccare altri membri della Factory).
Lo scontro fra il papero mascherato ed Ethan avviene sulla sommità di una grande diga, dove gli uomini della Factory tengono in ostaggio i due Flagstarr. Pk riesce a mettere in difficoltà Ethan grazie ai poteri di Jana, ma Froud prende in ostaggio la ragazza dopo che Mary Ann e Ziggy si sono liberati.
Ethan però non sopporta che il capo della Factory usi violenza su Jana e la prende con sé, provocando grazie ai suoi poteri mentali la rottura della diga. Travolto dalla corrente, rimane in bilico sul baratro aggrappato con le mani. Froud gli intima di afferrare la sua mano, ma Ethan disubbidisce, lasciandosi cadere nel vuoto.
L'imponente massa d'acqua che si sta dirigendo verso Paperopoli viene fermata da Jana, che dà fondo a tutti i suoi poteri, estinguendoli.
Svenuta dopo lo sforzo, si risveglia in ospedale, dove viene a conoscenza del fatto di essersi liberata, finalmente, dalle sue capacità, e dove può ritrovare le forze insieme e con l'aiuto di chi non aveva mai smesso di pensare a lei: il romantico e simpatico fattorino Ziggy.

## Agdy days
- Copertina: Stefano Turconi (disegno), Andrea Cagol (colori), Fiorenza Gallazzi (lettering).
- Storia principale: Augusto Macchetto (soggetto e sceneggiatura), Emilio Urbano (matite), Davide Zannetti (chine).
- Trama: Una tribù siberiana custodisce un meteorite dai grandi poteri, chiamato Agdy. In passato, gli Evroniani avevano provato ad impadronirsene, mentre ora ci prova lo spietato imprenditore Roover Antrax; naturalmente, una volta superati gli iniziali attriti, PK aiuterà lo scienziato capotribù ed il suo popolo a conservare l'Agdy. Alla fine della storia, si scopre che gli Adgy sono in realtà due e che gli stessi membri della tribù erano presenti già da prima del 1908, anno della caduta dell'Agdy stesso e da prima del tentativo d'invasione del popolo di Evron.

## La sindrome di Ulisse
- Copertina: Stefano Turconi (disegno), Andrea Cagol (colori), Fiorenza Gallazzi (lettering).
- Storia principale: Katja Centomo (soggetto), Francesco Artibani (sceneggiatura), Manuela Razzi (matite), Marina Baggio (chine).
- Trama: Nell'oceano al largo della Nuova Zelanda, un peschereccio, comandato dal capitano Taddeo Mackerel, pesca casualmente Paperino e lo porta in salvo. Più tardi il papero si sveglia a casa del capitano, nel villaggio di Port Whale (letteralmente Porto Balena): apparentemente è privo di memoria (secondo il medico locale, potrebbe essere conseguenza di uno stato d'ipotermia) l'unica cosa che ricorda è il nome Davy Jones. Mackerel spiega a Paperino che il malvagio Davy Jones è lo spirito del mare, un demone leggendario il cui scrigno contiene i tesori di tutte le navi affondate.

Proprio Davy Jones è il nome che è sulla bocca di tutti gli abitanti del villaggio: infatti qualche tempo prima è giunto a Port Whale il signor Kaplan, uno straniero alla ricerca del relitto di un mercantile inglese. In seguito al suo arrivo, pare ci siano stati danni alla pesca (principale attività di sostentamento del paesino), e la gente pensa che sia una vendetta di Davy Jones, che non vuole che il suo "scrigno" sia violato.
Per questo motivo i marinai tentano di sabotare le attività di Kaplan, ma il capitano Mackerel li scopre e, riunitili nella sala detta "delle balene", li "punisce" impedendo loro di uscire in mare per 15 giorni.
I marinai, furiosi per il divieto, vogliono dare una lezione a Kaplan per costringerlo a lasciare la città, e provocano una rissa alla taverna. Un dipendente di Kaplan viene preso a colpi di piatti in testa, ma interviene Paperino e lo difende. Quando un marinaio attacca Paperino con un bastone, questi si difende usando un vassoio come scudo: non se ne rende conto, ma lo regge proprio come se fosse il suo Scudo Extransformer.
Per aver salvato il suo dipendente dai marinai, Kaplan invita Paperino nella nave che utilizza per i recuperi: qui gli mostra quel che rimane di una sonda subacquea, che sembra mezza morsicata, e spiega di aver visto navi affondate recanti i medesimi segni, come se fossero state attaccate da una creatura con denti smisurati. Improvvisamente il sonar rileva una "massa insolitamente compatta" e a quelle parole Paperino sviene. Solo allora ricorda un momento del suo passato: indossava il costume di Paperinik e, alla guida della Pi-kar (trasformata in un mezzo sottomarino), si era imbattuto in una misteriosa massa compatta che lo aveva colpito.
Al risveglio, Paperino rivela che la massa rilevata dal sonar è proprio Davy Jones, ma nessuno gli crede, visto che Davy Jones per tutti è un mostro leggendario. Quando, il giorno dopo, Kaplan organizza una nuova spedizione di ricerca insieme a Mackerel, Paperino insiste per partire insieme a loro (nonostante il parere contrario del medico): Kaplan non è d'accordo, Mackerel invece sì: secondo lui, Paperino sente il richiamo del mare come Ulisse. Prima della partenza, il capitano racconta inoltre al papero una leggenda locale a proposito delle balene.
Kaplan, Mackerel e Paperino si avventurano nelle profondità dell'oceano con un sottomarino: ad un tratto Paperino vede sul fondo la sua Pi-kar, e improvvisamente recupera la memoria: ricorda di essere Paperinik, e soprattutto ricorda che Davy Jones è un vero mostro. Conscio del pericolo incombente, consiglia agli altri membri della spedizione di risalire immediatamente in superficie (prima di congedarsi, Mackerel dona a Paperino uno strano portafortuna a forma di fischietto), mentre lui esce con una muta subacquea e raggiunge il proprio veicolo.
Grazie ad un diversivo creato da Paperino, Kaplan e gli altri riescono a fuggire dall'assalto della creatura. Paperino sale a bordo della Pi-kar dove ritrova Uno, che, con un benvenuto ironico, gli rinfresca la memoria: circa tre giorni prima, avevano intercettato una richiesta d'aiuto via radio proveniente da una base scientifica segreta sottomarina di Belgravia. Appena si erano avvicinati, erano stati attaccati da Davy Jones, creatura misteriosamente "schermata" ai sistemi di rilevamento di Uno. In seguito all'assalto del mostro, e all'impatto contro una roccia, la Pi-kar si era danneggiata: vista la limitatissima scorta d'ossigeno, Uno aveva mandato Pk in ipotermia, e successivamente, quando erano aumentate le infiltrazioni d'acqua, lo aveva mandato in superficie tramite una capsula di emergenza, dopo avergli messo il suo vestito da "Paperino".
Mentre Uno racconta, Davy Jones attacca nuovamente la Pi-kar, ma Paperinik riesce a sfuggirgli e a raggiungere la base segreta di Belgravia. Entrato nella struttura sottomarina, viene accolto a fucilate, ma il "capo", il dottor Stavro Barnum, ordina il cessate il fuoco, intuendo che Pk sia la loro unica speranza di salvezza. Qui si scopre che sono stati proprio Barnum e i suoi uomini a creare Davy Jones, un essere artificiale da usare come macchina da guerra: tutto è partito da alcuni resti di Evroniani (adattatisi alla vita sottomarina in seguito alla distruzione di una loro astronave al largo della Nuova Zelanda, avvenuta in PKNA #7). L'aspetto del mostro è simile a quello di uno squalo, ma gigantesco, inoltre assomma in sé le caratteristiche di diverse specie "reali" di squali, unite all'intelligenza del delfino. Ma l'essere si è ribellato, ed è fuggito insieme a due suoi simili più piccoli (anch'essi creati dagli scienziati di Belgravia).
Davy Jones e i due piccoli stanno attaccando la stazione: per permettere a Pk e agli scienziati di fuggire, Uno lancia in acqua tre proiettori olografici che proiettano una finta Pi-kar. Lo specchietto per le allodole sembra funzionare, dato che i mostri seguono l'ologramma, ma uno degli oloproiettori sbatte contro una roccia e si rompe, svelando il trucco.
Allora Davy Jones insegue la vera Pi-kar fino ad addentarla: nonostante il veicolo sia resistente, riesce a fare un buco con un dente, che Pk chiude con il portafortuna che gli ha dato Mackerel. Ma l'oggetto è cavo, e l'aria, passandovi attraverso, produce un fortissimo fischio. La situazione sembra disperata, ma improvvisamente, richiamato dal suono, arriva un branco di balene simile a quello di cui raccontava Mackerel. Le balene, "parlando" a Davy Jones, riescono a placarne la furia, finché la creatura si arrende.

## Tempo al tempo
- Copertina: Claudio Sciarrone (disegno), Andrea Cagol (colori), Fiorenza Gallazzi (lettering).
- Storia principale: Bruno Enna (soggetto e sceneggiatura), Graziano Barbaro (matite), Simone Maccari (chine).
- Trama: Lyla non riceve il suo giornaliero apporto di energia dalla base; decide di recarsi personalmente nel futuro per scoprire cosa sta succedendo, e Pk la accompagna. Giunti nel XXIII secolo, li accoglie Odin Eidolon: il miliardario spiega loro che a causa di un inspiegabile fenomeno di deformazione tachionica - chiamata microcontrazione - non è più possibile viaggiare nel tempo ed è strano che loro ci siano riusciti.

Paperinik vuole rischiare nuovamente, ma Odin lo ferma e lo porta in un laboratorio dove è custodito un congegno di forma ovoidale denominato cronostabilizzatore quantico, che, agendo sui tachioni, dovrebbe rendere nuovamente possibile il viaggio nel tempo. Quando appare Vostok (uno dei tecnici dell'Organizzazione già apparso in PKNA #14), Paperinik crede che voglia rubare il congegno, tuttavia Odin lo informa che Vostok non lavora più per i pirati temporali, ma partecipa con lui al progetto.
Vengono organizzate due spedizioni per trasportare l'apparecchiatura nel luogo dove dovrà essere attivata: la prima, difesa da un esercito di tempoliziotti, è solo uno specchietto per le allodole per trarre in inganno l'Organizzazione, mentre il vero cronostabilizzatore quantico viaggia a bordo di un anonimo TIR. Il camionista, con un gergo speciale, fa amicizia con un altro camionista che protegge il fianco sinistro. Ma l'Organizzazione, che sembra non aver abboccato all'esca, attacca il camion dal lato destro, costringendolo ad atterrare (si tratta infatti di un fantascientifico camion volante).
Pk, Lyla e Vostok - che erano l'unica scorta a difesa del congegno - riescono a salvarsi e prendono un taxi, ma quando finisce il carburante sono costretti a proseguire a piedi per la vecchia autostrada. Dopo un lungo cammino, trovano un piccolo edificio a forma di piramide: si tratta di una capsula del tempo risalente al XXI secolo. Con un colpo di fortuna la porta, che è a tempo, si apre proprio in quell'istante. Dentro i personaggi trovano delle motociclette, con le quali proseguono il viaggio, ma Vostok, che non sa usare le marce, distanzia notevolmente Pk e Lyla.
I due arrivano a una centrale nucleare in rovina (nei pressi si trovano migliaia di strani animaletti mutati geneticamente da un incidente al reattore). Qui trovano Vostok, ma anche il droide Newton, che minaccia di uccidere lo scienziato se non avrà subito il cronostabilizzatore. Paperinik mette fuori combattimento Newton con un trucco (con il suo scudo Extransformer crea un ologramma di sé stesso che distrae il robot, quindi lo colpisce con il crasher), ma a quel punto Vostok rivela di essere ancora dalla parte dell'Organizzazione (è stato lui stesso ad avvertire Newton con un vecchio telefono cellulare trovato nella capsula-piramide) e sottrae il congegno, Lyla però lo inganna e gli consegna un involucro vuoto.
Quando Vostok si accorge del trucco, sguinzaglia un plotone di uomini dell'Organizzazione per recuperare il vero apparecchio, ma non è facile perché Pk e Lyla se lo lanciano continuamente a vicenda come se fosse una palla da rugby (di cui ha proprio la forma). Improvvisamente però appare il Razziatore, che li stava pedinando da molto tempo, si impadronisce del marchingegno e lo consegna all'Organizzazione.
Tornato alla sede dell'Organizzazione, Vostok analizza il cronostabilizzatore, ma scopre che è finto e che contiene un tracciatore radio: seguendo il suo segnale, la Tempolizia fa irruzione nella sede dell'organizzazione criminale, arrestando tutti i presenti. Si scopre così che tutto il progetto era un tranello orchestrato solo per sgominare l'Organizzazione - anche il Razziatore era d'accordo con la Tempolizia (e infatti non viene arrestato). Odin Eidolon spiega a Paperinik e Lyla che in realtà non c'è alcun un rimedio alla microcontrazione e che non possono dunque viaggiare indietro nel tempo.
Improvvisamente Paperinik diventa semitrasparente e impalpabile, come se stesse svanendo nel nulla; il Razziatore capisce quello che Odin aveva teorizzato quando Pk era giunto nel futuro: che egli è anacronistico, cioè non appartiene a quell'epoca e sta tornando nel suo tempo per una sorta di autoregolazione temporale delle sue molecole. Il papero mascherato dunque deve dire addio a Odin, al Razziatore e anche a Lyla, che appartiene al futuro e non può più tornare indietro con lui. Questa scena è particolarmente intensa in quanto PK nota che i suoi sentimenti verso Lyla, già manifestati più volte in questo numero, sono ricambiati da lei, seppure con una speranza quasi nulla di re-incontrarsi.
La storia si conclude con l'immagine di un uomo molto anziano, con una lunga barba e una veste blu, che si trova in un luogo misterioso, circondato da nuvole e orologi. Il vecchio dichiara - rivolto apparentemente al lettore - di non volere che nessuno viaggi più nel tempo (lasciando intendere, pur non dichiarandolo apertamente, di essere il Tempo in persona). Appare però Trip, che lo prende a calci dicendo di non infastidire il suo sogno; lasciando quindi il dubbio al lettore: ciò che ha visto è accaduto davvero?

## Sul lato oscuro
- Copertina: Claudio Sciarrone (disegno), Andrea Cagol (colori), Fiorenza Gallazzi (lettering).
- Storia principale: Gianfranco Cordara (soggetto e sceneggiatura), Roberta Migheli (matite), Roberta Migheli e Sonia Matrone (chine).
- Trama: Paperinik, il colonnello Westcock, Angela Bats e il tenente McCoy partono per una missione sulla faccia nascosta della Luna, per stipulare un trattato di pace con gli Evroniani. Dopo la distruzione del loro pianeta da parte di Xadhoom, gli alieni sono alla ricerca di un luogo dove ricostruire la loro civiltà: tuttavia, essendo a corto di energia, si trovano costretti a chiederla ai terrestri, offrendo in cambio la loro tecnologia.

Si scopre che un virus informatico è penetrato nei computer della base lunare: se non si riesce a debellarlo il virus entro circa dodici nanocicli (corrispondenti a circa dieci ore terrestri), la base smetterà di funzionare. La situazione è disperata: in caso di perdita di contatto con Westcock, i militari rimasti sulla Terra hanno l'ordine di lanciare tutto il deterrente atomico che possiedono contro la Luna.
Terrestri ed Evroniani iniziano a sospettarsi a vicenda. Gli alieni mostrano un filmato che sembra dimostrare che i colpevoli del sabotaggio sono Westcock, Angela e McCoy. Ma anche tra gli Evroniani stessi sorgono contrasti: il capobranca Zeleron mostra un altro filmato che inchioderebbe il generale Zentium.
Lo scontro violento sembra inevitabile, ma Paperinik rivela di essere stato lui a inserire il virus nei computer della base, con la collaborazione di un evroniano: lo scopo era smascherare le cospirazioni che sia Evroniani che militari avevano ordito gli uni contro gli altri.
Nel frattempo dalla Terra sono già stati lanciati missili nucleari contro la faccia nascosta della Luna: Paperinik si connette con Uno, il quale riesce all'ultimo secondo a deviare i missili. Saliti sulla navetta spaziale per tornare sulla Terra, Paperinik e gli altri vedono la base evroniana staccarsi dalla Luna, in cerca di un altro pianeta dove ricreare una nuova civiltà.
La storia si conclude con un colpo di scena: il tenente McCoy è in realtà Grrodon sotto mentite spoglie.

## Super
In questo numero speciale, viene raccontata la storia di Bertoni, uno degli ideatori di PKNA mentre cerca di diventare un supereroe, seguendo gli insegnamenti di PK. Negli inframezzi vengono raccontate le storie qui sotto:

### Smascherato
- Soggetto e sceneggiatura: Tito Faraci
- Matite e chine: Emilio Urbano (matite), Roberta Zanotta (chine)
- Trama: PK racconta a un suo fan le difficoltà di tenere segreta la sua identità di supereroe e un aneddoto esemplificativo.

### Logistica-mente
- Soggetto e sceneggiatura: Bruno Enna
- Matite e chine: Roberta Migheli
- Trama: Uno e la città di Paperopoli subiscono un blackout molto lungo e PK vuole uscire a fare la sua consueta ronda, ma Uno non può dargli il costume: a causa del blackout lo farebbe uscire dopo più di 2 ore. PK decide allora di andare a recuperarlo, dato che Uno lo ha "sparso" per l'intera Ducklair Tower.

### Dalla A alla zebra
- Soggetto e sceneggiatura: Francesco Artibani
- Matite e chine: Ettore Gula
- Trama: PK spiega quanto siano importanti per un supereroe le battute ad effetto e la parola.

### La dura legge del west
- Soggetto e sceneggiatura: Alessandro Sisti
- Matite e chine: Graziano Barbaro
- Trama: PK viene continuamente sfidato da supercattivi e, mentre Uno tenta di costruirgli un costume indistruttibile che non si guasti, decide di farli combattere tra di loro in un torneo in cui il vincitore finale potrà sfidarlo.

### Scelta morale
- Soggetto e sceneggiatura: Gianfranco Cordara
- Matite e chine: Nicola Tosolini
- Trama: PK sconfigge EviLobster ma questi, dopo aver detto davanti a dei turisti che è compito di un eroe rendere tutti felici, riesce a fargli promettere d costruirgli un equipaggiamento che lo faccia diventare il cattivo perfetto. Uno lo accontenta e prepara per il rivale tutto l'occorrente, compreso un casco per la realtà virtuale che gli fa credere che la fabbrica abbandonata fuori città che sta radendo al suolo sia un normale quartiere residenziale. Dopo che si è stancato, PK lo porta in carcere. Mentre gioca a scacchi con Uno, PK viene a sapere dall'I.A. che c'era una gara d'appalto per demolire la fabbrica ma ormai è tardi per reclamarne i soldi.

### Teoria e pratica del supereroe
- Soggetto e sceneggiatura: Augusto Macchetto
- Matite e chine: Manuela Razzi e Sonia Matrone
- Trama: Joder il completo, maestro di vita e di arti marziali, cerca invano di insegnare a PK il suo sapere.

## Operazione Efesto
- Copertina: Claudio Sciarrone (disegno), Andrea Cagol (colori), Fiorenza Gallazzi (lettering).
- Storia principale: Francesco Artibani (soggetto e sceneggiatura), Sergio Cabella (matite), Gianni Gatti (chine).
- Trama: Dipartimento 51. L'evroniano Grrodon, sotto le spoglie del tenente McCoy, tenta di trasmettere a Belgravia il contenuto del datapad lasciato da Xadhoom. Nonostante venga interrotto molto rapidamente, parte dei dati finisce comunque in mano al nemico. Paperinik viene convocato dalla P.B.I., per tentare di risolvere il problema. Viene mandato a Belgravia con l'aspetto di Grigorji Grimka, figlio del presidente Nestor Grimka; arrivato a destinazione viene catturato e si scopre che il presidente è in realtà Oberon De Spair travestito. Questi conduce Paperinik e il vero Nestor Grimka in una camera magmatica dove incontrano il professor Morgan Fairfax, visibilmente ingrassato.

Fairfax e De Spair erano affondati con il Tyrannic e creduti morti (vedi PKNA #21) ma l'agente del caos aveva un piano di fuga: subito dopo aver messo Paperinik nella capsula di salvataggio, De Spair aveva inviato un messaggio di aiuto alla Repubblica di Belgravia e atteso i soccorsi nella camera stagna del sommergibile. Ma mentre De Spair passò il tempo a leggere e scrivere, Fairfax sfogò i momenti di stress mangiando. Fairfax ha programmato l'Operazione Efesto, una versione rivisitata del Progetto Pangea (vedi PKNA #5) sfruttando eruzioni vulcaniche controllate. Inoltre De Spair intende sbarazzarsi anche del presidente Grimka in quanto questi intendeva licenziare il suo agente per eccesso di follia. PK e Grimka vengono quindi calati in un calderone su un ascensore ma il paladino mascherato riesce a liberare entrambi e risalire con l'Extransformer. Proprio quando la prima eruzione controllata ha inizio qualcosa va storto e la camera magmatica inizia a distruggersi.
I quattro vengono recuperati all'ultimo istante dall'esercito belgraviano, che arresta Fairfax e De Spair, mentre Grimka ringrazia Paperinik dell'aiuto. Paperino torna quindi a casa in aereo travestito da anziano, tagliando il tesserino da agente segreto regalatogli dalla PBI.

## Nell'ombra
- Copertina: Claudio Sciarrone (disegno), Andrea Cagol (colori), Fiorenza Gallazzi (lettering).
- Storia principale: Augusto Macchetto (soggetto e sceneggiatura), Lorenzo Pastrovicchio (matite), Alessandro Pastrovicchio (chine).
- Trama: In un locale in un punto imprecisato dell'universo, Xaedus, un vecchio Xerbiano sta raccontando le gesta di Xadhoom e della caduta dell'Impero Evroniano. Nel luogo è presente anche il malvagio evroniano Zoster che sembra interessato alla storia. Intanto, nella Ducklair Tower, Paperinik e l'intelligenza artificiale Uno sono riusciti a trovare il modo di comunicare con ciò che rimane di Xadhoom, dopo che ella si era sacrificata per il suo popolo diventando una stella (vedi PKNA #37). La ragazza aveva affidato a PK una cartuccia contenente la sua memoria: l'aliena appare ad Uno e al papero mascherato come un ologramma e sembra essere spaesata, non riconosce le persone e sembra immersa in una tranquillità rassegnata, in uno stato in bilico fra coscienza e puro automatismo.

Mentre Zoster sta facendo rotta verso la Terra con l'intenzione di scoprire il segreto dei poteri di Xadhoom, un virus di protezione proveniente dalla cartuccia mette in difficoltà Uno, che non può accederne alla memoria principale. Alleatosi con degli alieni mercenari, Zoster invia nella Ducklair Tower una specie di ragno gigantesco chiamato l'ultima Haga e Madre che, infiltratosi nella DT, comincia a riprodursi fino a che Pk non lo scopre e comincia a fronteggiarlo.
Il mostro riesce a impadronirsi della cartuccia di Xadhoom riportandola all'astronave di Zoster: qui l'Evroniano comincia a discorrere con Xadhoom che sembra dargli la sua fiducia, spiegandogli i segreti del suo potere. Atterrato sull'astronave, Pk recupera l'impronta di Xadhoom e vede Zoster impadronirsi del potere dell'aliena: l'evroniano diventa gigantesco ed emana luce ma Xadhoom sembra non preoccuparsene, anzi rassicura PK: la Xerbiana sa che Zoster non ha il controllo necessario a padroneggiare quel potere, infatti dopo pochi secondi l'evroniano implode dalla morte. Nel frattempo Xaedus aveva continuato a raccontare la storia di Xadhoom, rivelandosi essere alla fine suo padre.

## Prima dell'alba
- Copertina: Marco Gervasio (disegno), Andrea Cagol (colori), Fiorenza Gallazzi (lettering).
- Storia principale: Tito Faraci (soggetto e sceneggiatura), Marco Gervasio (matite), Luciano Milano (chine).
- Trama: Raznor, un feroce cacciatore di taglie alieno giunge sulla Terra per recuperare un congegno perso sul pianeta a seguito dell'avaria dell'astronave scientifica che la trasportava. Un misterioso dispositivo, che si rivelerà essere una macchina del tempo, è oggetto di una compravendita tra una banda di criminali paperopolesi e alcuni poliziotti corrotti. Durante la ricerca Raznor si imbatte in PK, e, ritenendolo un avversario degno, lo elegge a sua preda. Alla fine Paperinik, anche aiutato da Angus Fangus, che si trova sul posto per indagare sulla pista della transazione criminale, riesce ad avere la meglio e Raznor, sconfitto, resta intrappolato nella preistoria.

## Le parti e il tutto
- Copertina: Andrea Freccero (disegno), Andrea Cagol (colori), Fiorenza Gallazzi (lettering).
- Storia principale: Alessandro Sisti (soggetto e sceneggiatura), Andrea Freccero (matite e chine).
- Trama: Nell'anno 2188. Uno, dall'interno della Ducklair Tower, dirige in incognito, come progettista e manager, la società Robolab; nonostante sia una delle personalità più importanti della città, soffre però la noia e la solitudine e rimpiange le sue avventure con Paperinik. Intanto, l'anziano Everett Ducklair lascia il monastero di Dhasam-Bul (di cui con gli anni è diventato priore) e torna a Paperopoli per dare un ultimo saluto alla sua creatura. L'inventore offre a Uno ciò che il computer desidera di più, un corpo sintetico con cui condurre un'esistenza umana, ma per la mancanza di un non definito elemento, il trasferimento dei dati non riesce.

Ventesimo secolo. L'astronave su cui si era rifugiato Due precipita sulla terra (vedi PKNA #30). Il malvagio computer riesce prima a riversarsi sulla rete telefonica, e poi a prendere possesso di Dy-8, un androide inviato dalla Tempolizia a controllare Pk e Lyla. Due aggiunge così ai suoi poteri la capacità del droide di viaggiare nel tempo; si sposta nel 2188, assiste agli esperimenti di Everett per dare un corpo ad Uno e scopre così il nascondiglio del suo gemello. Due, sconfitto una prima volta Pk e Lyla, si reca nel piano segreto della Ducklair Tower, ed ha di nuovo la meglio sull'accanita difesa di Pk, Uno e Lyla. Poi, però, decide che, piuttosto che semplicemente cancellare Uno, è preferibile portargli via il corpo artificiale che gli sarà preparato da Ducklair, e torna nel ventiduesimo secolo, senza che i suoi avversari capiscano le ragioni del suo comportamento.
2188. Un minaccioso Due si prepara ad eliminare Ducklair e Uno e ad impadronirsi del corpo sintetico, ma proprio in quel momento il raggio resettatore con cui Lyla era riuscito a colpirlo comincia a fare effetto e a fargli perdere rapidamente le sue capacità intellettive. I pochi resti dei suoi dati sono assorbiti da Uno, che adesso è in grado di trasferirsi nel corpo sintetico, avendo ora in sé la parte mancante che gli impediva di essere un tutto: quel lato oscuro, senza il quale nessuna personalità è completa. Everett, compiuta la sua missione, svanisce nell'aria mentre Uno inizia la sua nuova vita pubblica come androide e uomo d'affari, col nome di Odin Eidolon.

## Se...
- Copertina: Stefano Turconi (disegno), Andrea Cagol (colori), Fiorenza Gallazzi (lettering).
- Storia principale: Stefano Ambrosio (soggetto e sceneggiatura); Stefano Turconi, Lorenzo Pastrovicchio, Graziano Barbaro (matite); Roberta Zanotta, Alessandro Pastrovicchio, Simone Maccari (chine).
- Trama: Nell'eremo di Dhasam-Bul Everett Ducklair, avvertito da una sonda d'un imminente grande pericolo con il quale non avrebbe mai voluto fare i conti, ruba il "magico Libro del Destino" che permette di alterare il passato e il futuro, in modo da volgere a suo favore il corso degli eventi ed occuparsi di questa terribile e misteriosa minaccia. Tramite esso modifica avvenimenti che vedono coinvolto Paperinik (alterando di fatto alcune avventure raccontate in determinati albi della serie).

Lo scienziato modifica i fatti relativi alla notte in cui Angus viene semi-coolflamizzato dagli evroniani (vedi PKNA #1). Qui Angus Fangus viene catturato dagli alieni viola ad insaputa di tutti, compresi PK e Uno, venendo quindi dato per scomparso.
Mesi dopo, Paperinik entra nel Dipartimento 51 (vedi PKNA #6) per far conoscere al mondo i patteggiamenti tra gli Evroniani e l'esercito americano. Mentre tenta di distruggere un campo di spore evroniane nella suddetta area, finisce ben presto per ingaggiare una battaglia con un clone di Angus. Nello scontro intervengono anche dei cloni mostruosi di Angus, creati dagli alieni dopo il rapimento del giornalista.
In soccorso di Pk arrivano i soldati che, passati dalla parte del paladino mascherato, iniziano a lottare contro gli orrendi ibridi. Più combattono, però, più i cloni e Angus diventano forti. Pk allora ordina di cessare il fuoco e dice ai soldati di pensare a qualcosa che li renda felici. Così i cloni cascano a terra come mosche, visto che i sentimenti negativi li rendevano ancora più potenti. Allora i patti fra gli Evroniani e l'esercito vengono rotti e gli alieni ricacciati nello spazio.
Everett però vede che ciò può soltanto peggiorare la situazione. Decide quindi di modificare il passato un'altra volta. Quando Paperinik entra nella realtà virtuale (vedi PKNA #2) per cercare l'hacker che sconvolge i computer di Paperopoli (che si scoprirà essere Due), Pk non riesce più a uscire dalla realtà virtuale dove aveva provato a cercare l'hacker ma ben presto si scopre che Due ha attirato il supereroe in un tranello per impossessarsi del suo corpo. Il vero Paperinik infatti ora è solo il file di un programma. Il calcolatore Uno, scoperto il trucco, cerca quindi in tutti i modi di liberarlo. Due però, può impadronirsi del corpo reale di Pk quando uscirà dalla realtà virtuale. Quest'ultimo, con grande spirito di sacrificio, ordina a Uno di staccare l'alimentazione energetica del sistema di computer, spegnendo Due e annullando anche sé stesso. Due, vinto dalla paura, restituisce a Paperinik la libertà, tornando in stand-by. Uno però aveva cercato di copiare il file protetto che conteneva l'identità dell'eroe mascherato per poterlo salvare. Così nella realtà virtuale nasce un alter-ego di Pk, "Cyber-Pk", il paladino della rete.
Everett però non è ancora soddisfatto, in quanto non è riuscito a scongiurare la minaccia, così decide di modificare ancora il passato, cambiando gli avvenimenti relativi all'esperimento "Sole Freddo" (vedi PKNA #3 e PKNA #33). Lyla ubbidisce alla sua programmazione e ruba l'altronave a Pk e al Razziatore, mentre i tempoliziotti riaccendono il reattore a fusione fredda e così Paperopoli viene distrutta. Lyla Lay e gli altri Tempoliziotti tornano a Time Ø, dove il Razziatore, Kronin e il famigerato cronopirata "Vendicatore" (noto per aver quasi annullato l'intero corso del tempo, vedi PKNA #14) fanno un'incursione. I banditi piazzano una bomba al plasma sul fulcro di ancoraggio di Time Ø per ottenere sotto minaccia la liberazione di alcuni pericolosi "colleghi". Il "Vendicatore" rivela a Lyla di essere Paperinik, diventato cronopirata per vendicarsi della Tempolizia, che non aveva impedito la distruzione di Paperopoli.
La tempoliziotta però spiega a Paperinik di essersi alleata con il Razziatore che, avendole dato l'altronave, le ha permesso di utilizzare l'energia dell'esplosione del reattore per trasferire i paperopolesi in un'altra dimensione, salvandoli. Kronin colpisce gravemente Lyla e minaccia di fare lo stesso con Paperinik. Grazie ad uno stratagemma di Paperinik, il Cronocomandante riesce a congelare i cronopirati a sorpresa. Dei tecnici si offrono di riparare Lyla, ma Pikappa glielo impedisce, perché "Le macchine possono essere riattivate. Non lei!". Infatti Paperinik ha sempre considerato Lyla e gli altri droidi più di semplici macchine, ma delle vere e proprie "persone artificiali", con la loro dignità e i loro diritti (vedi PKNA #12). A sorpresa, Pk e il Razziatore vengono scarcerati perché apparentemente avevano stretto un accordo per stanare e catturare Kronin in cambio della loro libertà, ma non è chiaro se questa sia la verità ed abbiano usato il cronopirata come una sorta d'assicurazione in caso le cose si fossero messe male o se si tratti solo d'un losco stratagemma per permettere all'eroe d'essere rilasciato. Alla fine, si scopre che il motivo per cui Pk non ha voluto riparassero Lyla è perché lei gli ha consegnato una capsula contenente la sua "memoria". Così, tornato alla Ducklair Tower, mette al sicuro la capsula e dopo aver bruciato le sue vesti da Vendicatore ed aver reindossato il suo costume da Paperinik si allontana con espressione amara ammirando i resti d'una Paperopoli ormai distrutta.
Everett però si rende conto che nemmeno questa conclusione può impedire la minaccia che sta per arrivare e così, bruciato il libro per distruggere le conseguenze del suo vano tentativo di cambiare gli eventi, si appresta a tornare a Paperopoli per affrontare l'inevitabile futuro... ma non tutte le pagine vengono ridotte in cenere, una viene salvata dallo scienziato, quella in cui il PK Vendicatore ha portato la capsula con la memoria di Lyla nella dimensione in cui Paperopoli si è salvata, in modo tale che la tempoliziotta, ora bloccata nel XXIII secolo a causa della microcontrazione (vista in Tempo al Tempo), possa comunque ancora essere di supporto al PK di quella linea temporale, supporto che, a giudicare dai folli sforzi di Everett, sembra proprio che sarà fondamentale per il papero mascherato, il quale avrà bisogno di tutto l'aiuto possibile per fronteggiare il pericolo imminente.